# Wärmepumpenheizung

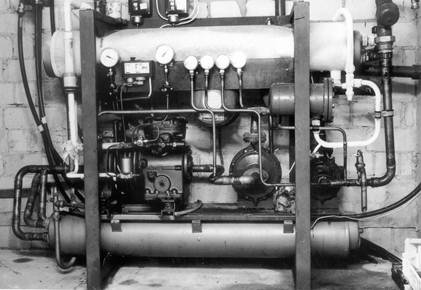
Erste erdgekoppelte Wärmepumpenheizung in Deutschland von Klemens Oskar Waterkotte aus dem Jahr 1972

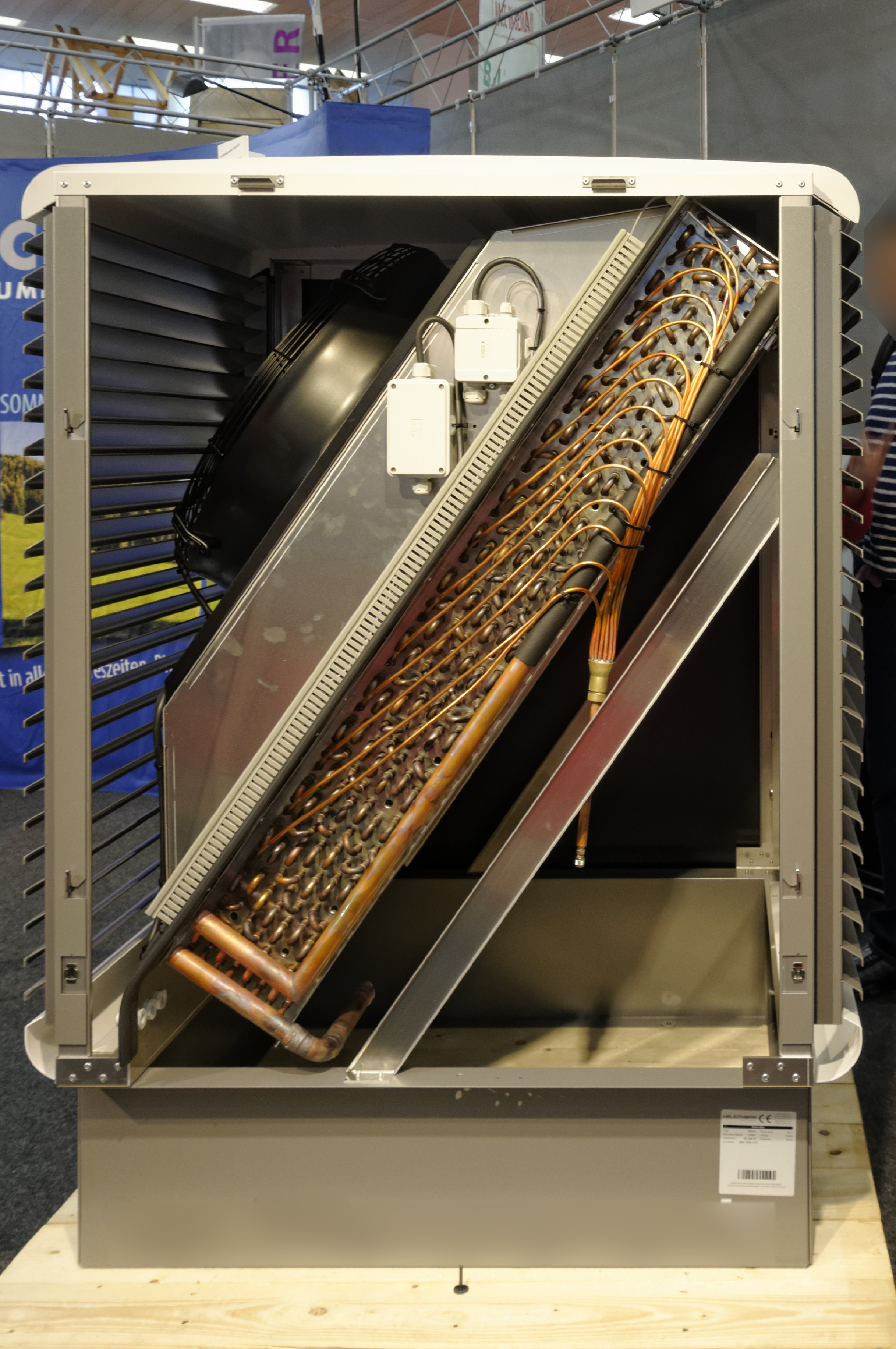
Wärmeübertrager einer Luft-/Wasser-Wärmepumpe in einem Gehäuse zur freistehenden Aufstellung im Außenraum

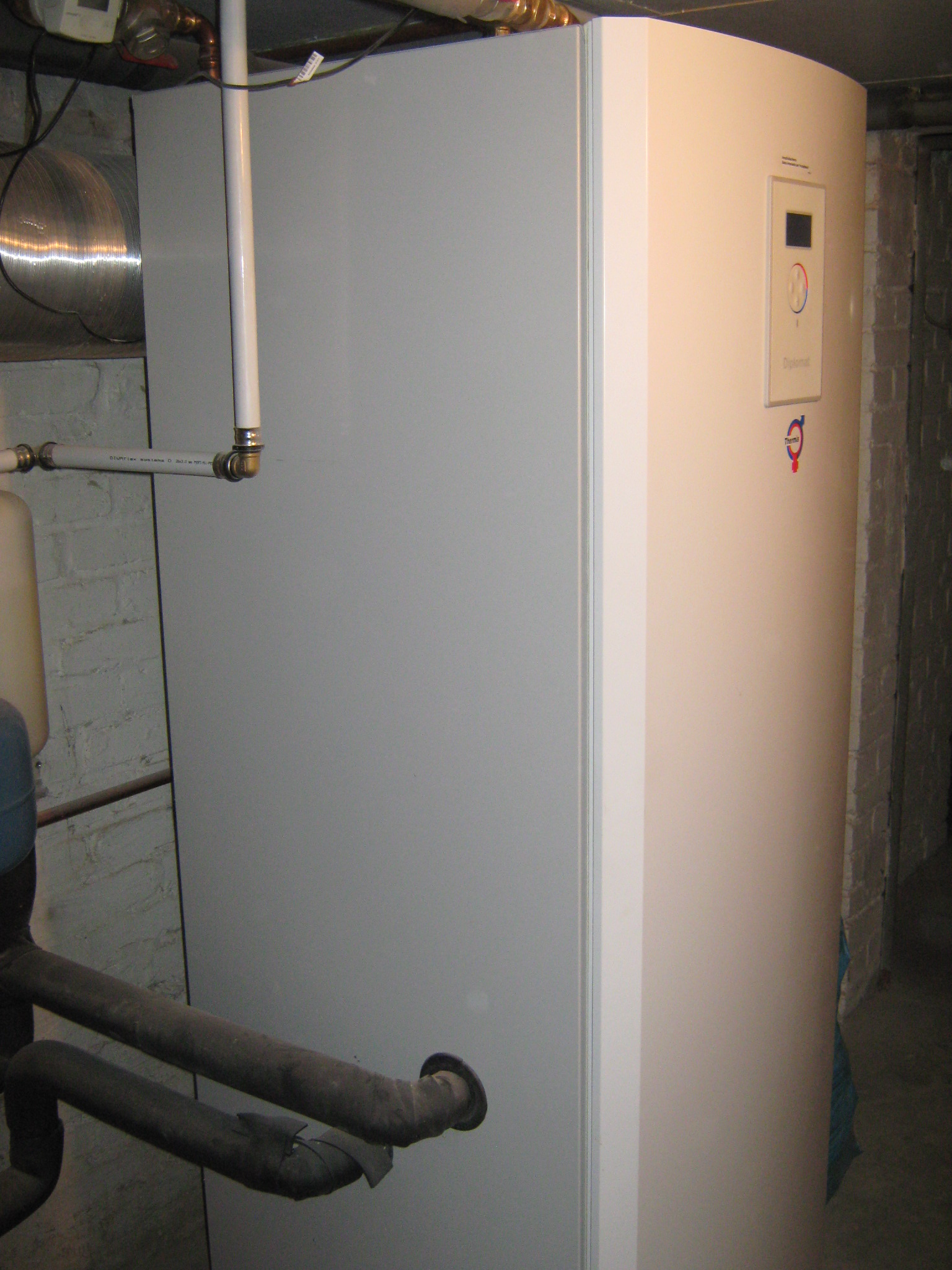
Sole-Wasser-Wärmepumpe im Keller eines energetisch sanierten Zweifamilienhauses

Eine Wärmepumpenheizung ist die Anwendung der Wärmepumpe für Heizzwecke. Sie entzieht der Umwelt (z. B. Atmosphäre, Gewässer oder Erdboden) thermische Energie und bringt diese unter Aufwendung technischer Arbeit mit einem Verdichter über einen thermodynamischen Kreisprozess auf ein höheres, für Heizzwecke nutzbares Temperaturniveau.
Mit einer Wärmepumpenheizung kann im Vergleich zur direkten Wärmeerzeugung aus elektrischer Energie, z. B. per Nachtspeicherheizung, je nach Heizungsvorlauftemperatur etwa die drei- bis fünffache Wärmemenge erzeugt werden. Sie ist ein Mittel zur Erhöhung der Energieeffizienz. Wenn der Antriebsstrom aus regenerativen Energiequellen stammt, kann die Wärmepumpenheizung erheblich zur Dekarbonisierung des Gebäudesektors beitragen.

## Funktionsprinzip

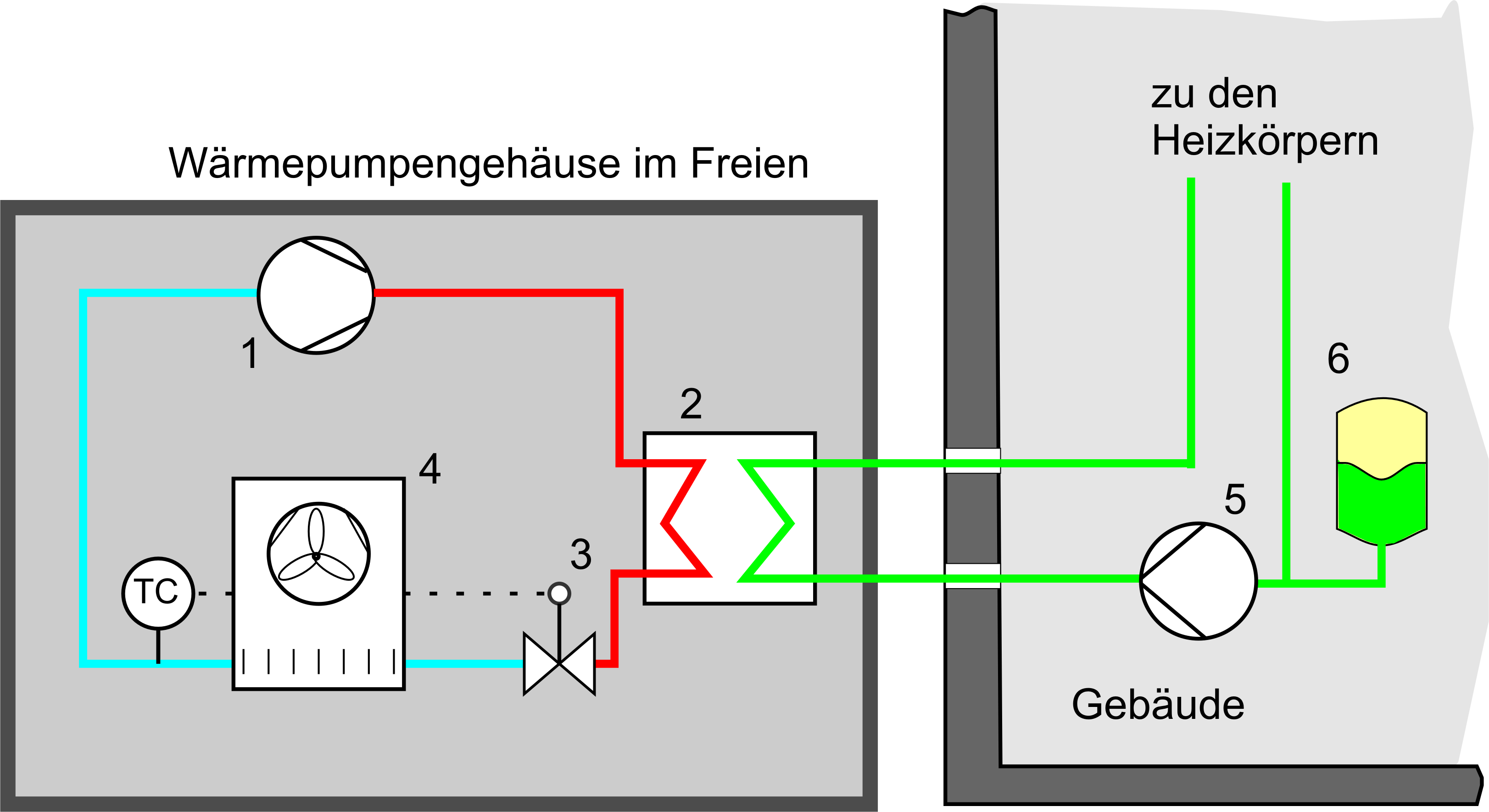
Monoblock-Wärmepumpe mit Maschinengehäuse im Freien; 1: Verdichter, 2: Verflüssiger, 3: Expansionsventil, 4: Aussenluftverdampfer, 5: Heizungspumpe, 6: Membranausdehnungsbehälter

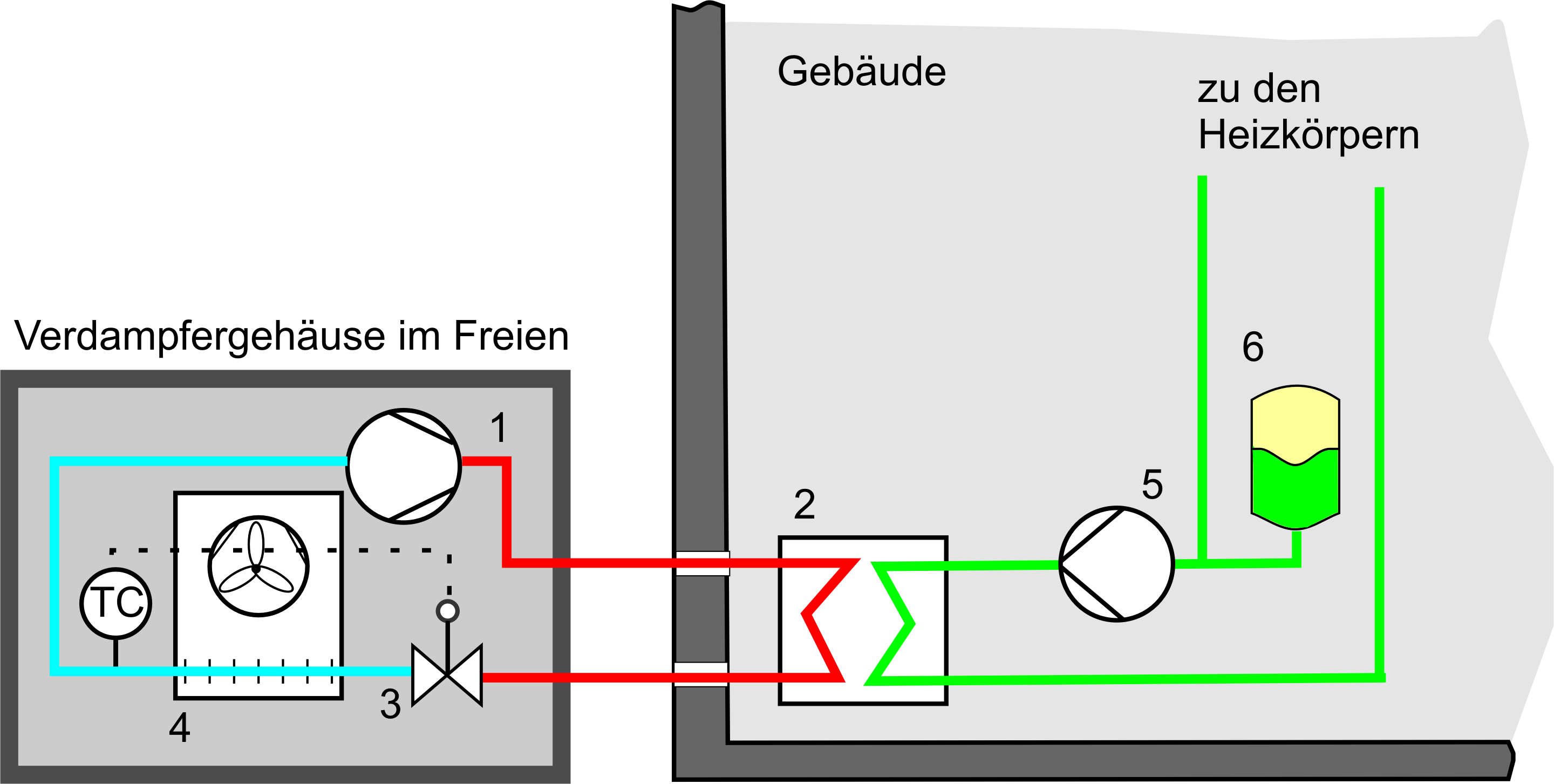
Split-Wärmepumpe mit Verdampfergehäuse einschließlich Verdichter im Freien und Verflüssiger im Gebäude

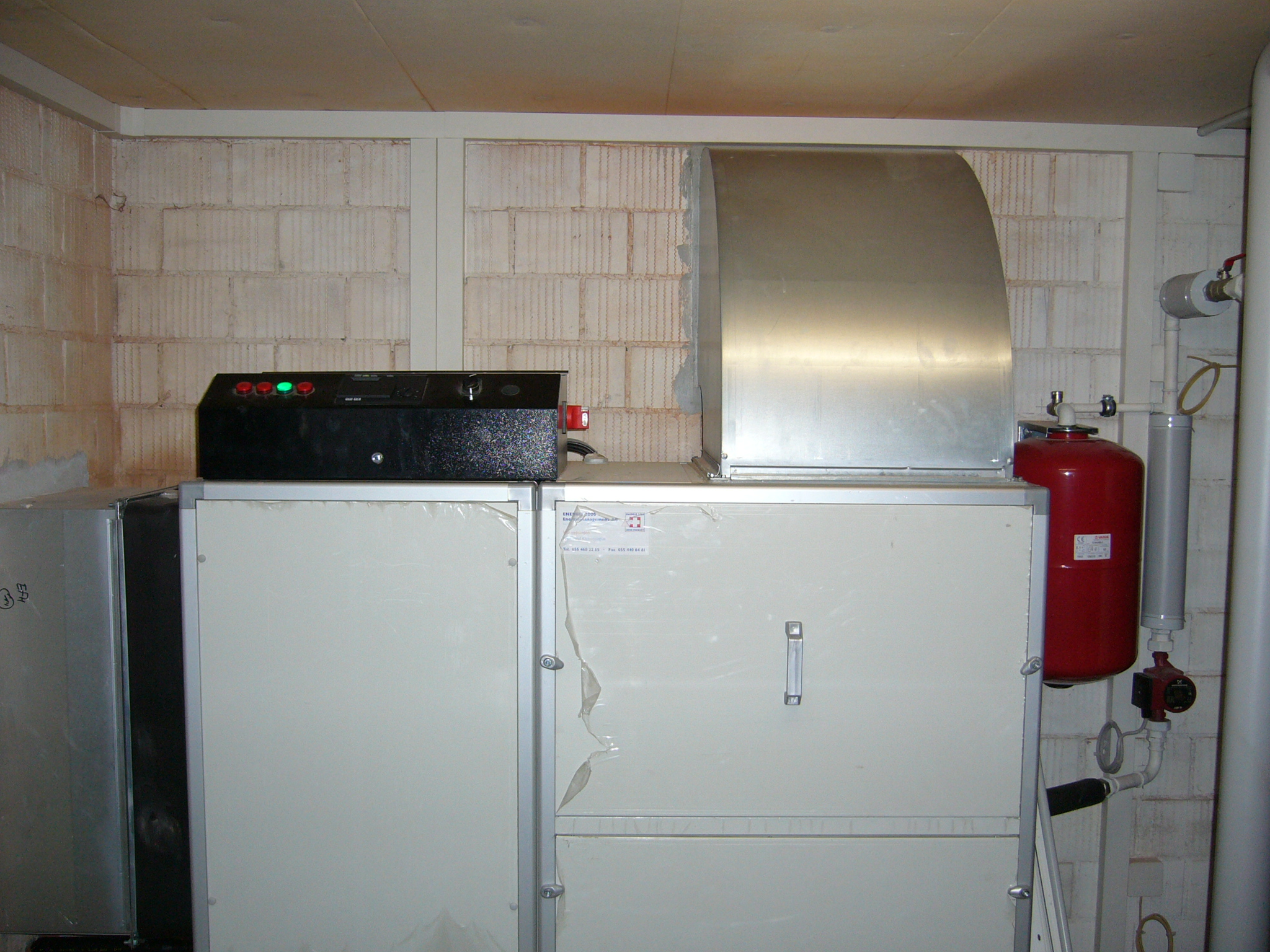
Luft-/Wasser-Wärmepumpenheizung im Betriebsraum eines Einfamilienhauses

Eine Wärmepumpenheizung besteht aus drei Kernkomponenten: 
- der Wärmequellenanlage, die der Umwelt die Wärme entzieht
- der Wärmepumpe selbst, die die Umweltwärme auf ein nutzbares Temperaturniveau anhebt
- dem Wärmeverteil- und Speichersystem, das die gewonnene Wärme im Gebäude verteilt oder zwischenspeichert

Physikalisch wird bei einer Wärmepumpenheizung der gleiche Kreisprozess angewandt wie beim Kühlschrank, mit dem Unterschied, dass die warme Seite (Verflüssiger) der Wärmepumpe zum Heizen genutzt wird. Der dabei angewandte thermodynamische Kreisprozess wird in Der Kreisprozess der Wärmepumpe beschrieben. Während also beim Kühlschrank dem Innenraum Wärme entzogen wird, die nach außen abgegeben wird (was die Wohnraumtemperatur erhöht), entzieht eine Wärmepumpenheizung der Umgebung eines Gebäudes Energie, um das Gebäudeinnere zu heizen. 

### Grundlegendes zum Wirkungsgrad
Zur Wärmeerzeugung muss mechanische Arbeit für die Verdichtung eines Arbeitsmittels aufgebracht werden (Input). Das Verhältnis von Wärmeertrag (Output) zur technischen Arbeit (Input) wird Leistungszahl oder englisch coefficient of performance (COP) genannt. Die Leistungszahl ist umso höher, je geringer die Temperaturdifferenz zwischen der Wärmequelle und der Vorlauftemperatur des Heizkreises ist; mit steigender Temperaturdifferenz sinkt die Leistungszahl der Wärmepumpe. Als Wärmequellen eignen sich Wasser, Erdreich oder Luft. Die Übertragung der Wärme zur Gebäudebeheizung kann über eine direkte Erwärmung der Raumluft oder indirekt über ein Warmwasserheizungssystem erfolgen. Eine Wärmepumpenheizung kann auch zur Erwärmung von Trink- oder anderem Nutzwasser eingesetzt werden.
Vorteilhaft für Warmwasserheizungssysteme sind Flächenheizungen wie eine Fußboden- oder Wandheizung mit niedrigen Vorlauftemperaturen. Die Verwendung von Heizkörpern insbesondere in Altbauten ist auch möglich, auf dem Markt werden Wärmepumpen mit Vorlauftemperaturen von 70 °C angeboten, was allerdings mit COP-Einbußen einhergeht. Als Faustformel gilt, dass die maximale Vorlauftemperatur auf 55 °C beschränkt sein sollte. Soweit an wenigen sehr kalten Tagen eine höhere Temperatur notwendig ist, kann ein Nachheizen mit einem elektrischen Heizstab wirtschaftlich vertretbar sein.
Bei einem Wärmebedarf von mehr als 150 kWh pro Quadratmeter und Jahr empfiehlt sich ohnehin eine energetische Sanierung.
Zur Ermittlung der Leistungszahl werden auch im privaten Bereich (geeichte) Wärmezähler neben (ebenfalls geeichten) Stromzählern verwendet.

### Kältemittel
Das eingesetzte Kältemittel und die Füllmenge werden auf dem Herstellerschild der Wärmepumpe vermerkt. Bislang in Europa betriebene Wärmepumpen für Haushalt sowie Industrie werden (Stand 2025) zunehmend mit natürlichem Kältemittel  betrieben, z.B: R290 und erfüllen damit die Abkehr von FKW (fluorierten Kohlenwasserstoffen). Dies setzt den Wechsel über R32, ersetzt R-407C oder R-410A, sowie R513B, ersetzt R-134a folgerichtig fort. Da FKW-Kältemittel im Falle von Leckagen oder unzulänglichem Recycling in die Atmosphäre gelangen und dann erheblich zum Treibhauseffekt beitragen, ist deren Einsatz durch die F-Gase-Verordnung zur Reduzierung klimaschädlicher Kältemittel begrenzt. 
Zwar werden Kältemittel nur in Ausnahmefällen freigesetzt und selbst bei vollständiger Freisetzung bleibt die CO₂-Bilanz von Wärmepumpen weiter positiv. Dennoch gibt es von Seiten der Hersteller einen klaren Trend zu umweltfreundlicheren Kältemitteln mit niedrigerem Treibhauspotential. In Kleinanlagen wie Kühlschränken haben sich bereits das natürliche Propan (R-290), Isobutan (R-600a) und Propylen (R-1270) durchgesetzt. Bei größeren Füllmengen (> 150 g) dieser explosionsfähigen Stoffen müssen Explosionsschutzmaßnahmen berücksichtigt werden, so dass bei der Aufstellung von kältemittelführenden Bauteilen innerhalb von Gebäuden besondere Anforderungen des Explosionsschutzes beachtet werden müssen. Die Verwendung von brennbaren Kältemitteln in Monoblockanlagen mit Außenaufstellung kann dagegen als unproblematisch angesehen werden, soweit Sicherheitsabstände zu Gebäudeöffnungen für tiefer liegender Räume eingehalten werden. Die Verwendung von Ammoniak NH3 ist wegen der Toxizität auf Großanlagen beschränkt, wo spezielle Leckageüberwachungen vorgeschrieben sind.
Für Mono-Split-Geräte soll ab dem 1. Januar 2025 ein Verwendungsverbot für Kältemittel mit einem GWP100 größer 750 in Kraft treten. Hier wird mittlerweile oft das Kältemittel R32 Difluormethan (GWP100=675) verwendet (Toshiba, Daikin). Es wird eine Vielzahl von Gemischen aus FKW- und HFO-Kältemitteln in der EN 378-1 aufgeführt, deren Treibhauspotential unter dem Grenzwert von 750 liegt und die die Kältemittelnummern 450A bis 465A tragen.
Eine Sonderrolle spielt das natürliche Kältemittel Kohlenstoffdioxid CO2 (R-744). Der Betriebsdruck ist bei dem Stoff deutlich höher, so dass Bauteile mit höherem zulässigem Druck verwendet werden müssen. Der Stoff hat eine kritische Temperatur von 31 °C, so dass mit CO2 bei der Wärmeübertragung zum Heizkreis keine Kondensation stattfindet. Der Wärmeübergang erfolgt im überkritischen Gebiet ohne Phasenwechsel bei einer gleitenden Temperatur. Für die Erwärmung von Heizungswasser mit einem geringen Temperaturhub zwischen Vor- und Rücklauftemperatur ist die Verwendung von CO2 daher ohne Zusatzmaßnahmen (Gaskühler als Gegenstromwärmetauscher und interner Wärmetauscher) nicht effektiv. Allerdings ist der Einsatz in Wärmepumpenanlagen für die Trinkwassererwärmung mit einem großen Temperaturhub und einem Wärmeübergang im Gegenstrom thermodynamisch vorteilhaft, wenn der Wärmeübergang über der Länge der Übertragungsstrecke mit einer näherungsweise konstanten Temperaturdifferenz erfolgt. Das Trinkwasser wird entweder direkt erwärmt und einem Wasserschichtenspeicher oder einem Speicher mit Wärmeübertragerschlangen indirekt zugeführt. Die Anwendung in Passivhäusern mit Warmwassererwärmung und geringem Wärmebedarf ist positiv bewertet worden.

## Kennzahlen

### Leistungszahl und Gütegrad
Zur Beurteilung von Wärmepumpen wird die Leistungszahl ε – auch Coefficient of Performance (COP) genannt – herangezogen. Sie ist das Verhältnis von abgegebener Heizwärmeleistung zur eingesetzten Antriebsleistung des Verdichters (auch Kompressor). Die erreichbare Leistungszahl ist in Abhängigkeit von den verwendeten Temperaturen entsprechend dem zweiten Hauptsatz der Thermodynamik begrenzt auf den Kehrwert des Carnot-Wirkungsgrades für eine verlustfrei arbeitende Kraftwärmemaschine, die Carnot-Leistungszahl:
{\displaystyle \varepsilon _{\mathtt {C}}={\frac {T_{\text{warm}}}{T_{\text{warm}}-T_{\text{kalt}}}}}
Das Verhältnis von tatsächlicher zu Carnot-Leistungszahl ist der Gütegrad {\displaystyle \eta =\varepsilon /\varepsilon _{\mathtt {C}}}. Damit errechnet sich die Leistungszahl
{\displaystyle \varepsilon =\eta \cdot {\frac {T_{\text{warm}}}{T_{\text{warm}}-T_{\text{kalt}}}}}
Elektro-Kompressions-Wärmepumpen für die Gebäudeheizung erreichen im Dauerbetrieb unter festgelegten Normbetriebsbedingungen Gütegrade von rund 50 %. Dieser Wert dient hauptsächlich zur Beurteilung der Qualität der Wärmepumpe selbst. Er berücksichtigt nicht den Rest des Heizungssystems.
Für eine Wärmepumpe mit Erdwärmesonde (Verdampfungstemperatur {\displaystyle T_{\text{kalt}}=273\ \mathrm {K} }, etwa 0 °C) und Fußbodenheizung ({\displaystyle T_{\text{warm}}=308\ \mathrm {K} }, etwa 35 °C Vorlauftemperatur) errechnet man beispielsweise:
{\displaystyle \varepsilon \approx 0{,}5\cdot {\frac {308\ \mathrm {K} }{308\ \mathrm {K} -273\ \mathrm {K} }}=4{,}4}
Wenn an dem gleichen Wärmepumpenkreislauf eine Radiatorenheizung mit 55 °C ({\displaystyle T_{\text{warm}}=328\ \mathrm {K} }) Vorlauftemperatur (Verdampfungstemperatur −0 °C) angeschlossen wird, ergibt sich eine deutlich niedrigere Leistungszahl:
{\displaystyle \varepsilon \approx 0{,}5\cdot {\frac {328\ \mathrm {K} }{328\ \mathrm {K} -273\ \mathrm {K} }}=3{,}0}
Beim Einsatz einer Erdwärmesonde als Wärmequelle ist die Verdampfungstemperatur unabhängig von der Umgebungstemperatur.
Eine Wärmepumpe, die als Wärmequelle die Umgebungsluft nutzt, hat eine deutlich niedrigere Verdampfungstemperatur als die Anlage mit einer Erdwärmesonde. Mit steigendem Wärmebedarf sinkt die Umgebungstemperatur und damit auch die Leistungszahl. Zudem ist die Wärmeübergangszahl von Luft zu den Verdampferflächen niedrig. Es finden daher möglichst großflächige, verrippte Rohre im Verdampfer Anwendung. Es ist ein Lüfter oder Ventilator notwendig, der die Luft durch die Verdampferflächen drückt.
Bei Luft-Wasser-Wärmepumpen muss durch die Anordnung der Verdampferlamellen das zeitweise auftretende Kondensat aus der angesaugten Umgebungsluft abgeführt werden. Die Enthalpie des aus der Luft kondensierten Wasserdampfes trägt zur Wärmeaufnahme bei. Bei tiefen Umgebungstemperaturen und Verdampfertemperaturen unter 0 °C bildet sich Eis auf den Wärmetauscherflächen, und der Wärmeübergang durch die isolierende Eisschicht verschlechtert sich deutlich. Der Eisansatz muss daher kontinuierlich durch Abtaumaßnahmen entfernt werden. Entweder kann der Kreisprozess der Wärmepumpe umgeschaltet werden, so dass der Verdampfer zeitweise als Verflüssiger betrieben wird oder es erfolgt eine elektrische Beheizung des Verdampfers.
In der folgenden Berechnung der Leistungszahl wird eine Außentemperatur von zirka 7 °C und eine Temperaturdifferenz von 12 °C zwischen Lufteintrittstemperatur und Verdampfungstemperatur des Kältemittels angenommen. Mit {\displaystyle T_{\text{kalt}}=268\ \mathrm {K} } (gleich etwa −5 °C) für die kalte Seite ergibt sich:
{\displaystyle \varepsilon \approx 0{,}5\cdot {\frac {328\ \mathrm {K} }{328\ \mathrm {K} -268\ \mathrm {K} }}=2{,}7}
Es wird deutlich, dass die Leistungszahl einer Wärmepumpe durch die Bauart der Wärmeübertrager, Verflüssiger und Verdampfer stark beeinflusst wird. Unbetrachtet bleibt die Vereisung des Verdampfers. Die Anlage der Beispielrechnung ist nur sinnvoll bei Außentemperaturen größer als +12 °C einsetzbar.
Mit der Erdwärmesonde steht unabhängig von der herrschenden Außentemperatur eine Wärmequelle mit relativ hoher Temperatur zur Verfügung, während die Außenluft eine ungünstige Wärmequelle darstellt. Auf der Seite der Wärmesenke sollte mit einer möglichst großen Fläche eine kleine Temperaturdifferenz zwischen Raumtemperatur und Wärmeträgervorlauftemperatur angestrebt werden. In den dargestellten Beispielen variiert die Leistungszahl um den Faktor 1,8 zwischen der Erdwärmesonde/Fußbodenheizungswärmepumpe und der Außenluft/Radiatorwärmepumpe.
Unter Standardbedingungen erreichen handelsübliche Wärmepumpen COP-Werte im Bereich von 3,2 bis 4,5 bei Wärmequelle Umgebungsluft und 4,2 bis 5,2 bei Nutzung von Erdwärme, Tendenz steigend.

### Jahresarbeitszahl (JAZ)
Zur Bewertung der energetischen Effizienz eines Wärmepumpenheizungssystems wird die sogenannte „Jahresarbeitszahl“ (JAZ), auch Seasonal Performance Factor (SPF) genannt, verwendet. Sie gibt das Verhältnis der über das Jahr abgegebenen Wärme zur aufgenommenen Antriebsenergie an und ist nicht mit der unter standardisierten Laborbedingungen ermittelten Leistungszahl zu verwechseln. Um Vergleichbarkeit zu gewähren, ist es wichtig, sich über die Systemgrenze im Klaren zu sein. Die Jahresarbeitszahl kann den zusätzlichen Energieaufwand für die Nebenantriebe (Solepumpen, Grundwasserpumpen bzw. Luft-Ventilatoren etc.) enthalten, die bei falscher Auslegung einen beachtlichen Teil ausmachen.
Die Jahresarbeitszahl berechnet sich nach folgender Formel:
{\displaystyle JAZ={\frac {\int _{t_{1}}^{t_{2}}{\dot {Q}}_{\text{Heiz}}(t)\,dt}{\int _{t_{1}}^{t_{2}}P_{\mathrm {el} }(t)\,dt}}={\frac {Q_{\text{Heiz}}}{W_{\mathrm {el} }}}}
Hierbei stehen {\displaystyle t_{1}} für den Startzeitpunkt und {\displaystyle t_{2}} für den Endzeitpunkt des betrachteten Zeitraums. {\displaystyle Q_{\text{Heiz}}} steht für die in diesem Zeitraum von der Wärmepumpe insgesamt erzeugte Wärmemenge ({\displaystyle {\dot {Q}}_{\text{Heiz}}(t)} beschreibt die zeitliche Ableitung dieser Wärmemenge, also die je nach Betriebsmodus variierende Wärmeleistung der Wärmepumpe), {\displaystyle P_{\mathrm {el} }(t)} für die über die Zeit {\displaystyle t} variierende elektrische Leistungsaufnahme und {\displaystyle W_{\mathrm {el} }} für die elektrische Energie, die innerhalb des Zeitraums insgesamt aufgewendet werden muss.
Vielerlei Faktoren beeinflussen die Jahresarbeitszahl. Hersteller liefern beispielsweise Hard- und Software unterschiedlicher Qualität. Ähnliches gilt für die Arbeit von Installateursbetrieben. Weiterhin ändern sich im Jahresverlauf die Temperaturen, unter denen die Wärmepumpe arbeiten muss. Auf der Senkenseite dominiert beispielsweise im Winter üblicherweise die Gebäudeheizung mit vergleichsweise niedriger Temperatur, im Sommer hingegen die Trinkwarmwasserbereitung mit vergleichsweise hohen Temperaturen. Auch die gesamte Auslegung eines Wärmepumpen-Heizungssystems, z. B. die Tiefe der Erdsonde, die Wahl von Speichern oder Wärmeverteilsystem, hat einen Einfluss auf seine Effizienz. Auf der Quellseite sind ebenfalls Temperaturschwankungen zu beobachten, diese jedoch in starker Abhängigkeit der Quelle. So schwankt die Lufttemperatur stark im täglichen und saisonalen Verlauf, die Erdreich- und Grundwassertemperatur jedoch kaum. Der Standort und das Klima ist ebenfalls relevant.
Die JAZ liegt in Deutschland in der Größenordnung von 3 bis 4,5, bei Grundwassersystemen auch über 5. Ausreißer in beide Richtungen sind möglich.

## Ökologische Bilanz
Wärmepumpen ermöglichen eine nachhaltige Wärmeerzeugung. Sie erschließen insbesondere in Verbindung mit Fernwärmenetzen regenerative Wärmequellen wie Abwärme, Umgebungswärme und Solarthermie und sind somit eine Kerntechnologie der Wärmewende, die wiederum ein integraler Bestandteil der Energiewende ist. Die meisten Studien zum Thema kommen somit zu dem Ergebnis, dass Wärmepumpen eine zentrale Rolle in einem klimaschützlichen Energiesystem spielen müssen.
Sowohl dezentrale Wärmepumpen als auch Großwärmepumpen in Fernwärmesystemen wirken sich gesamtkostensenkend aus. Da Wärmepumpen Strom in Wärme wandeln, sind sie ein Instrument der Sektorenkopplung und tragen besonders in Kombination mit Wärmespeichern zur Stabilität des Strommarktes bei, indem sie Strom zu Überschusszeiten aufnehmen und in Wärme wandeln. Damit kann erneuerbarer Strom besser ins Energiesystem integriert werden und dazu beitragen, den Wärmesektor zu dekarbonisieren.
Sofern der zum Betrieb von elektrisch angetriebenen Wärmepumpen benötigte Strom von emissionsfreien Quellen wie beispielsweise Wasserkraftwerken, Windkraftanlagen oder Photovoltaik bezogen wird, lässt sich mit ihnen effiziente und klimaneutrale Heizwärme gewinnen. Die Wärmepumpenheizung gilt von allen derzeit am Markt erhältlichen Einzeltechnologien als diejenige, die in Zukunft den möglicherweise größten Beitrag zur globalen Treibhausgasreduktion beisteuern könnte. Die IEA geht davon aus, dass alleine durch den Einsatz von Wärmepumpen die weltweiten Treibhausgasemissionen um 8 % reduziert werden können, wenn 30 % der Gebäude statt mit fossil befeuerten Heizungen mit Wärmepumpen beheizt werden. Die Umstellung der weltweiten Wärmeerzeugung auf Wärmepumpenheizungen, die mit Strom aus erneuerbaren Energien versorgt werden, würde zugleich einen erheblichen Anstieg der globalen Energieerzeugung aus regenerativen Quellen bedeuten und die Effizienz des Energiesystems steigern.
Die Umweltverträglichkeit einer Kompressions-Wärmepumpe wird durch mehrere Faktoren beeinflusst:
- Art der Stromerzeugung (CO2-Bilanz, Schadstoffemission),
- bei Einsatz von einem Gasmotor für den Verdichter: Art der Gaserzeugung (Förderung, Import, Biogasaufbereitung),
- Jahresarbeitszahl der Wärmepumpe,
- Treibhauspotenzial des Kältemittels,
- durchschnittliche Lebensdauer,
- Lärmemissionen.

### Treibhausgasbilanz
Entscheidend für die Öko-Bilanz der Elektro-Wärmepumpen ist die Art und Weise, wie der für den Betrieb nötige Strom produziert wurde. Ob Kohlenstoffdioxid eingespart wird, ergibt sich insbesondere aus Jahresarbeitszahl und der Emissionsintensität der Stromerzeugung. Zu berücksichtigen sind dabei unterschiedliche Brennstoffe in Kraftwerken und Hausheizungen und deren Emissionsfaktoren, sodass selbst bei gleichem Primärenergiebedarf die CO2-Emissionen bei der Stromerzeugung höher (z. B. bei Schwerpunkt auf Braunkohleverstromung) oder niedriger (z. B. durch hohen Anteil an Gas- oder Kernkraftwerken) ausfallen können.
Bei Staaten mit hohem Anteil emissionsfreier Energieerzeugung wie z. B. Österreich, wo Wasserkraft die dominierende Stromquelle ist, werden bereits bei einer Jahresarbeitszahl von 1,0 Kohlenstoffdioxidemissionen eingespart, in Estland hingegen erst bei einer Jahresarbeitszahl von 5,1. In Deutschland liegt der Wert bei 2,2. Als Vergleichswert diente ein Gaskessel mit einem Wirkungsgrad von 95 % und Emissionen von 213 g/kWh.
2020 erschien in der Fachzeitschrift Nature Sustainability eine Studie, die die CO2-Bilanz von Wärmepumpenheizungen über den gesamten Lebenszyklus (d. h. Herstellung, Betrieb und Recycling) sowohl für das Jahr 2015 als auch die Zukunft analysierte. Die Autoren studierten dabei zunächst die Bilanz im weltweiten Durchschnitt und teilten die Welt schließlich in 59 Regionen auf, die sie dann einzeln analysierten, um regionale Unterschiede zu erkennen. Dabei kamen sie zum Ergebnis, dass bereits im Jahr 2015 die Nutzung einer durchschnittlichen Wärmepumpe verglichen mit einer durchschnittlichen neuen fossil befeuerten Heizung deutlich weniger Kohlendioxid produziert hätte. Demnach waren Wärmepumpen immer dann klimafreundlicher als fossile Heizungen, wenn Strom bezogen wurde, bei dessen Produktion weniger als 1000 g CO2e/kWh anfiel. Mehr als 90 % der Weltstromerzeugung liegen unter diesem Emissionslevel. Sofern die Emissionen der Stromerzeugung unter 500 g CO2 /kWh lägen, stießen Wärmepumpen im globalen Durchschnitt – selbst dann, wenn sie sehr ineffizient arbeiten würden – weniger Emissionen als sehr effiziente neue fossile Heizungen. Insgesamt kamen die Autoren zu dem Ergebnis, dass Wärmepumpen bereits 2015 in 53 der 59 Regionen weltweit mit zusammen 96 % des globalen Wärmebedarfs klimafreundlicher als fossile Heizungen gewesen seien. Im Durchschnitt lagen die Emissionen von Wärmepumpenheizungen um 35 % unter denen von fossilen Heizungen. Zudem werde sich der Klimavorteil von Wärmepumpen in der Zukunft mit dem erwarteten Rückgang der Emissionen der Stromerzeugung noch weiter verbessern, sodass insgesamt der Umstieg auf Wärmepumpen in den meisten Regionen weltweit fast sicher die Treibhausgasemissionen reduzieren würde; auch unter der Annahme, dass diese Elektrifizierung des Wärmesektors nicht gleichzeitig von einer weiteren Dekarbonisierung der Stromerzeugung begleitet würde.
Eine 2013 im Auftrag des Bundesverbandes Wärmepumpe e. V. erstellte Studie der TU München hielt fest, dass zwar „der Strombedarf der Wärmepumpen [in Deutschland] tendenziell durch den Einsatz von Grundlastkraftwerken, d. h. insbesondere von Kohlekraftwerken bereitgestellt“ wird, dass aber schon beim damaligen Strommix eine Emissionseinsparung von „41 % bis 52 % gegenüber einem alten Niedertemperaturkessel“ auftrete. Bei weiterhin stark steigender Einspeisung erneuerbare Energien sei damit zu rechnen, dass Wärmepumpen „im Jahr 2030 im Gebäudebestand und im Neubau rund 73 % bis 83 % weniger an nicht-regenerativer Primärenergie benötigen als erdgas- oder heizölbefeuerte Anlagen“. Daraus ergebe sich eine „Minderung des CO2-Ausstoßes zwischen 56 % und 78 %“. Bei 3,5 Millionen Wärmepumpen im Jahr 2030 sei mit einem zusätzlichen Stromverbrauch von ca. 13,5 TWh zu rechnen (etwa 3,5 % des deutschen Gesamtstrombedarfs), weswegen es nur geringe Auswirkungen auf den Stromerzeugungsmix gebe.
Wärmepumpen können klimaschädliche Kältemittel wie R134a (1,1,1,2-Tetrafluorethan), R404A (Ersatzkältemittel für R502 und R22 (Chlordifluormethan)), R407C (Ersatz des Kältemittels R22) oder R-410A enthalten. Ein Kilogramm dieser Kältemittel entwickelt das gleiche Treibhauspotential wie 1,3 bis 3,3 Tonnen CO2. Bei nicht sachgerechtem Recycling kann es zur Freisetzung dieser Stoffe und zu entsprechenden Treibhausgasemissionen kommen. Es gibt jedoch auch klimafreundliche Alternativen wie R744 (Kohlenstoffdioxid), R290 (Propan), R600a (Isobutan) oder R1270 (Propen).

### Primärenergiebilanz
Wie viel Primärenergie eingespart wird, ergibt sich aus der Primärenergiebilanz der Stromerzeugung. Mit dem seit 2016 in Deutschland geltenden Primärenergiefaktor von 1,8 sparen inzwischen auch Wärmepumpen mit Wärmequelle Außenluft Primärenergie gegenüber Gas-Brennwertkesseln ein. Für Deutschland durchschnittliche Werte sind in der Tabelle unten angegeben. Die höchsten Einsparungen ergeben sich, wenn die Wärmepumpen mit erneuerbaren Energien betrieben werden, die Strom direkt ohne thermodynamische Verluste produzieren. Bei fossilen Kraftwerken schneiden Gas-und-Dampf-Kombikraftwerke (GuD-Kraftwerke) am besten ab. So liefern Wärmepumpen mit einer JAZ von 3,5, die mit Strom aus einem Gas-Kraftwerk betrieben werden, mit einem Primärenergieeinsatz von 1,7 kWh 3,5 kWh Wärmeenergie.
| Kraftwerk                                                            | Primärenergieeinsatz | daraus gewonnene elektrische Energie | Nutzwärme bei JAZ 3,5 |
| -------------------------------------------------------------------- | -------------------- | ------------------------------------ | --------------------- |
| Kohlekraftwerk                                                       | 2,4 kWh              | 1 kWh                                | 3,5 kWh               |
| GuD-Kraftwerk                                                        | 1,7 kWh              | 1 kWh                                | 3,5 kWh               |
| Wasserkraftwerk, Windkraftanlage, Photovoltaik, Sonnenwärmekraftwerk | 1,0 kWh              | 1 kWh                                | 3,5 kWh               |
| Kernkraftwerk                                                        | 3,0 kWh              | 1 kWh                                | 3,5 kWh               |
| Kraftwerksmix Deutschland (Stand 2015)                               | 2,4 kWh              | 1 kWh                                | 3,5 kWh               |

Unabhängig von dieser primärenergetischen Betrachtung können Wärmepumpen auch zu einer Verringerung bestimmter Schadstoffemissionen (Kohlendioxid, Stickoxide, Feinstaub, Schwefelverbindungen etc.) beitragen, da bei Nutzung von festen und fossilen Brennstoffen (Steinkohle, Braunkohle) im Kraftwerk eine hocheffektive Rauchgasreinigung (zumindest bei gleichem Brennstoff) i. d. R. spezifisch geringere Emissionen als die lokale Verbrennung verursacht.

## Systemtypen und Wärmequellen
Wärmepumpenheizungen können grob nach ihrer Wärmequelle kategorisiert werden:
- Luft (Außenluft- oder Abluft-Wärmepumpe, gegebenenfalls mit Vorerwärmung über Erdwärmetauscher)
- Erdwärme (Wärmegewinnung über Erdsonden oder -kollektoren, s. u.)
- Wasser (Wärmegewinnung aus Grundwasser, Oberflächenwässern oder Abwasser)
- Sonne (Solaranlage erwärmt Solespeicher)

Nach dem Medium der Wärmegewinnung und -abgabe werden unterschieden:
- Wasser/Wasser-Wärmepumpe (WWWP; Grundwasserwärmepumpe) mit Entzug der Wärme aus dem Grundwasser über Förder- und Schluckbrunnen, aus Oberflächenwässern oder Abwässern,
- Sole/Wasser-Wärmepumpe (SWWP), als Wärmequellen dienen:
  - Erdwärmesonden und Erdwärmekollektoren (Spiralkollektoren, Grabenkollektoren, Erdwärmekörbe etc.)
  - die Sonnenenergie über Sonnenkollektoren und Pufferspeicher
  - der Umgebung über Massivabsorber, Energiezaun, o. Ä.
- Luft/Wasser-Wärmepumpe (LWWP) mit Entzug der Wärme aus Abluft oder Außenluft, seltener auch mit Vorerwärmung durch Erdwärmetauscher, Fassadenkollektoren oder ähnlichem; preiswert und häufig verwendet.
- Luft/Luft-Wärmepumpen (LLWP) werden nur in großen Gebäuden zur Erwärmung oder Kühlung der Zuluft von Lüftungsanlagen (Klimaanlagen) verwendet

In Niedrigenergiehäusern werden vermehrt Abluft (z. B. Lüftungskompaktgeräte in Passivhäusern), Abwasser und die Sonnenwärme zur Energiegewinnung genutzt, in Gewerbe und Industrie auch die ohnehin anfallende Prozesswärme. In einem Wärmepumpensystem können auch mehrere Quellen kombiniert werden, beispielsweise über einen gemeinsamen quellseitigen Solekreislauf.
Neben Anlagen, die einzelne Häuser beheizen, können Wärmepumpen auch in Fern- bzw. Nahwärmenetze eingebunden werden. Derartige Systeme besitzen zumeist eine Leistung im MW-Bereich und gelten als wichtige Technik zur Verknüpfung von Strom- und Wärmsektor in zukünftigen Energiesystemen mit hohem Anteil an erneuerbaren Energien, speziell der Windenergie. In solchen Systemen kommt Wärmepumpen die Rolle zu, während Zeiten mit hoher regenerativer Stromerzeugung Wärme zu liefern, sodass keine (fossil) betriebene Kessel bzw. Heizwerke betrieben werden müssen, womit die Energieeffizienz gesteigert werden kann. Derartige Großwärmepumpen können mit verschiedenen Wärmequellen betrieben werden; u. a. kommen Niedertemperaturabwärme aus der Industrie, Supermärkte, Abwässer (z. B. aus Kläranlagen), Trink-, Brauch- und Grundwasser, Flüsse, Seen und das Meerwasser als Wärmequelle in Frage.
Verwendet werden in Sonderfällen auch Absorptions- bzw. Adsorptions-Wärmepumpen. Die Anergie (Wärme aus der Umgebung) wird bei der endothermen Lösung von zwei Stoffen in dem Kreisprozess aufgenommen.

### Wärmepumpenarten nach Wärmequellen

#### Luftwärmepumpe
Eine Luftwärmepumpe nutzt die von der Sonne erwärmte Außenluft zum Heizen und zur Warmwasserbereitung. Bei besonders tiefen Außentemperaturen sinkt der Wirkungsgrad stark ab. Durch bivalenten – parallelen Betrieb von Wärmepumpen mit bestimmten Kombisystemen – lässt sich die Effizienz steigern, indem in diesen Fällen ein alternatives Heizungssystem zugeschaltet wird, um die benötigte Spitzenlast zu liefern. Das erhöht die Kosten.
Der Begriff Luftwärmepumpe wird für verschiedene Systeme verwendet. Daher wird meist noch differenzierter eingeteilt:
- Luft-Wasser-Wärmepumpen entziehen der Umgebungsluft über einen Wärmetauscher Wärme und geben diese an die bestehenden Heizungs- und/oder Warmwasserkreisläufe ab (Fußbodenheizung, Radiatoren o. ä.).
- Luft-Luft-Wärmepumpen entziehen der Luft Wärme und stellen sie einem Luft-Heizungssystem oder einer Lüftungsanlage zur Verfügung. Zumeist wird die Zuluft über einen Wärmetauscher geleitet, der die Gebäudeabluft zur Vorwärmung nutzt. Für die Nacherwärmung der Zuluft wird eine Wärmepumpe verwendet, die als Wärmequelle die Fortluft hinter dem Luft-Luft-Wärmetauscher nutzt. Dieses System wird in Passivhäusern mit einer sehr dichten Gebäudehülle angewendet[23].
- Bei der Direktwärmepumpe wird der Luft Wärme entzogen, welche ohne zusätzliche Wärmetauscherverluste mittels Direktkondensation in die im Heiz-Estrich verlegten Fußbodenheizungsrohre eingeleitet wird. Anders als bei anderen Luftwärmepumpen fließt ein Kältemittel direkt durch die Kupferrohre der Bodenheizung. Die Direktwärmepumpe hat keine Umwälzpumpe und keinen Sekundärwärmetauscher. Eine Direktwärmepumpe eignet sich nur für den Neubau. Nachteilig ist, dass die Regelung einzelner Heizkreise fast unmöglich ist.

Luftwärmepumpen sind im Vergleich zu anderen Wärmepumpen in der Anschaffung meist günstiger, im Betrieb aber teurer. Luft-Wasser-Wärmepumpen können je nach Fabrikat außerhalb und innerhalb von Gebäuden aufgestellt werden. Der Wirkungsgrad der Luftwärmepumpe sinkt, je tiefer die Außentemperaturen werden. Sie lassen sich bei sanierten Altbauten und in Neubauten mit Flächenheizkreisen installieren und sowohl monovalent als auch bivalent betreiben (s. o. Abschnitt Kältemittel).
Relevant ist auch die Geräuschbelastung der Umgebung, die eine Aufstellung in Gebäudenähe häufig problematisch macht. Es gibt aber auch schon sehr leise Geräte mit einem Schalldruckpegel, in einem Meter Abstand, von zum Beispiel max. 49 dB(A). Zur Beurteilung der Geräuschemissionen von Luftwärmepumpen wird, aus Ermangelung einer eigenen normenkonkretisierenden Verwaltungsvorschrift, die für Industrie- und Gewerbelärm zuständige TA-Lärm herangezogen, die je nach Wohngebietsausweisung unterschiedliche Immissionsrichtwerte vorsieht. In häufig anzutreffenden allgemeinen Wohngebieten gilt tagsüber 55 dB(A) und nachts 40 dB(A) vor dem Fenster eines schutzbedürftigen Wohnraums (Wohn-, Schlaf-, Arbeitszimmer und Küche mit Esstisch).
Die Jahresarbeitszahl von modernen WP lässt sich durch die Verwendung der Invertertechnologie verbessern. Trotzdem gibt es nach wie vor große Abweichungen zwischen den nach VDI 4650 berechneten Jahresarbeitszahlen und den in der Praxis erzielten Werten.
Orientierungswerte:
- Fußbodenheizung Vorlauftemperatur 30 bis 35 °C
- Heizkörper/Radiatoren Vorlauftemperatur 50 bis 55 °C
- Gebläsekonvektoren Vorlauftemperatur 35 bis 45 °C

#### Erdwärmepumpe
Erdwärmepumpen nutzen die thermische Energie eines Erdkörpers als Energiequelle. Die entnommene Wärme wird überwiegend durch die Aufheizung des Erdkörpers durch Solarstrahlung und das Einsickern von Regenwasser wieder ausgeglichen, gegebenenfalls auch indirekt über den Grundwasserstrom. Nur ein geringer Anteil stammt aus dem Erdinneren. In Deutschland wird für die Berechnung üblicherweise eine Umgebungstemperatur von 0 °C für oberflächennahe Erdwärmekollektoren und von 8 °C für das Grundwasser sowie für tiefe Erdwärmesonden angenommen.
Bei der Beheizung von Speichern mittels Erdsonden muss darauf geachtet werden, dass die Erdsonde nicht mit mehr als 100 W (therm.)/m Sonde belastet wird, um eine zu starke Vereisung der Sonde zu vermeiden. Da Eis ein schlechter Wärmeleiter ist, sinkt die Sondentemperatur zu weit ab und die Leistungszahl fällt in den unwirtschaftlichen Bereich unter 2,5.
Bei mangelhafter Auslegung können Sole-Wärmepumpen im Winter das Erdreich vereisen (siehe Permafrost).

##### Erdwärmesonden
(Z. B. CO2-Sonden) sind Bohrungen in den Boden bis zu mehreren 100 Metern. Die meisten Bohrungen werden bis 50 Meter ausgeführt. Reicht die Leistung einer Erdwärmesonde nicht aus, werden mehrere Bohrungen auf Basis der berechneten Entzugsleistung gesetzt. Bohrungen sind eine einfache und zuverlässige Methode, eine Wärmepumpe zu betreiben, da nicht der ganze Garten umgegraben werden muss (wie bei Kollektoren) und auch die Entzugsleistung am höchsten ist. Nachteilig sind die hohen Kosten für die Bohrungen.

##### Erdwärmekollektoren
Erdwärmekollektoren sind in geringer Tiefe (zirka 1 bis 1,5 m, Abstand zirka 1 m) im Erdboden verlegte „Heizschlangen“. Die Wärme wird im Wesentlichen durch Sonnenenergie und versickerndes Regenwasser eingetragen, weshalb oberflächennahe Kollektoren nicht unter versiegelten Flächen verlegt werden sollten. Nur bei sehr hohem Grundwasserstand trägt auch dieses zur Wärmegewinnung bei. Die Entzugsleistung hängt unter anderem von der Wärmeleitfähigkeit und Wasserspeicherung des Erdbodens sowie von Sonneneinstrahlung und Bodenfeuchte ab. Oberflächennahe Kollektoren sollten so geplant sein, dass die thermische Energie des Bodens zur Versorgung ausreicht. Durch Vereisung der Umgebung können zusätzliche Wärmemengen durch die freiwerdende Kristallisationsenthalpie entzogen werden, allerdings bei fallender Soletemperatur (pro Grad Celsius steigt der Strombedarf um ca. 2,5 %).

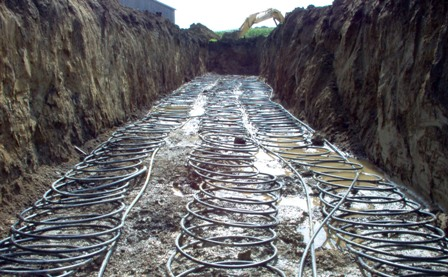
Flach verlegte Spiralkollektoren

Spiralkollektoren und Erdwärmekörbe als Wärmetauscher haben einen etwas geringeren Flächenbedarf als in Schlaufen verlegte Erdwärmekollektoren und sind preiswerter als Tiefenbohrungen. Auch wird keine Zufahrtsmöglichkeit für ein Erdsonden-Tiefenbohrgerät benötigt.

##### Erdwärmegewinnung aus Tunneln
Vermehrt werden Tunnel zur Gewinnung von Geothermie benutzt. Entweder über selbsttätig ausfließendes Wasser oder über Soleleitungen in den Tunnelwänden. Laut einer Untersuchung des schweizerischen Bundesamtes für Energie aus 1995 könnte aus 130 der 600 Tunnel und Stollen der Schweiz eine Wärmeleistung von rund 30 MW gewonnen werden.

#### Wasserwärmepumpe

##### Grundwasserwärmepumpe (Wasser-Wasser-Wärmepumpen)
Grundwasserwärmepumpen sind Teil einer geothermischen Brunnenanlage, meist eine Zweibrunnensystem bei dem Grundwasser aus einem Förderbrunnen entnommen und durch einen so genannten Injektions- oder Schluckbrunnen zurückgeführt wird. Ein effizienter Betrieb ist insbesondere bei hohem Grundwasserstand und durchlässigem Grundwasserleiter möglich. Die Brunnentiefe liegt typisch zwischen 5 und 15 m. Der Abstand zwischen beiden Brunnen beträgt idealerweise deutlich mehr als 10 Meter. Sind die geologischen Verhältnisse des Untergrunds nicht hinreichend bekannt, ist ein Pumpversuch erforderlich, um die Machbarkeit zu bestätigen und Tiefe und erforderlichen Abstand der Brunnen-Bohrungen festzulegen.
Die Entnahme bzw. Zirkulationsrate liegt bei einem Einfamilienhaus in der Regel unter einem Liter pro Sekunde. Damit kann eine Heizleistung von um 10 kW erreicht werden. In der Regel bedarf es einer wasserrechtlichen Genehmigung (Wasserbehörde), da der Betrieb einen Eingriff in den Grundwasserhaushalt bedeutet.
Die Qualität des Wassers ist von entscheidender Bedeutung für die Zuverlässigkeit des Systems. Idealerweise wird das Grundwasser direkt durch den Verdampferwärmetauscher der Wärmepumpe geführt. Wird die Korrosion des Verdampferwärmetauschers befürchtet, kann dieser vom Grundwasser durch einen weiteren Wärmetauscher-Kreislauf getrennt werden. Vor der Installation sollte eine Wasserprobe genommen und mit den Anforderungen des Herstellers der Wärmepumpe abgeglichen werden. Analysiert werden insbesondere pH-Wert, elektrische Leitfähigkeit, Gesamthärte, freie aggressive Kohlensäure, Eisen, Mangan und weitere Inhaltsstoffe, die zu Ablagerungen oder Korrosion der Anlage führen können. Aus pH-Wert, Temperatur und Redoxpotential der Inhaltsstoffe kann mit Hilfe von spezieller Software das Risiko von Korrosion, Verockerung (bei eisen- und manganhaltigem Wasser) und Versinterung (Kalkablagerungen) ermittelt werden.
Durch die im Jahresmittel oft durchgängig bei ca. 7 bis 11 °C liegenden Grundwasser-Temperaturen können Grundwasser-Wärmepumpen Jahresarbeitszahlen bis über 5 erreichen.
Das Wasser wird in der Regel auf höchstens 5 °C abgekühlt. Je nach zuständiger Behörde kann verlangt werden, das entnommene Wasser um nicht mehr als 2 bis 6 °C abzukühlen.
Probleme können entstehen, wenn der Grundwasserspiegel absinkt. Evtl. wird dann feiner Sand mitgefördert, der die Filter der Wärmepumpe verstopft. In manchen Fällen muss die Pumpe tiefer gelegt werden.
Beim Injektionsbrunnen sollte die gesamte Länge der Bohrung unterhalb des Grundwasserspiegels als Filterstrecke genutzt werden, um ein Überlaufen des Brunnens zu vermeiden, falls Ablagerungen auftreten. Beim Förderbrunnen wird üblicherweise die Filterstrecke auf den Bereich unterhalb der Pumpe beschränkt, um das Ausspülen von Sediment im Bereich des Pumpeneinlaufs zu vermindern.
Der Durchmesser des Förderbrunnens muss ausreichen, um die Tauchpumpe aufzunehmen, die bei einem Einfamilienhaus meist einen Durchmesser von 3" oder 4" (7,5 bis 10 cm) hat.
Um eine Oxidation der enthaltenen Eisen- oder Manganverbindungen durch Kontakt mit dem Luftsauerstoff zu vermeiden, sollten die Filterstrecken in jedem Betriebszustand unterhalb des Grundwasserspiegels liegen und auch der Rücklauf im Aufnahmebrunnen tief unterhalb des Wasserspiegels geführt werden.
Die Zuleitungen sollten frostfrei und mit Gefälle in Richtung der Brunnen verlegt werden, um die Entleerung zu erleichtern.
Verringert sich die Aufnahmekapazität des Schluckbrunnens durch Verockerung, Versinterung, Versandung, Verschleimung (Biofilmbildung durch Mikroorganismen) oder Korrosion, spricht man von Brunnenalterung. Diese kann gegebenenfalls durch verschiedene Regenerations-Verfahren wieder rückgängig gemacht werde. Bis auf die Versandung werden alle Effekte durch den Kontakt des Wassers mit Luftsauerstoff beschleunigt. Korrosion wird zusätzlich auch durch erhöhten ph-Wert sowie Gehalt an Sulfat, Ammonium, Chlorid oder Kohlendioxid gefördert.
Wenn kein Grundwasserstrom vorliegt, kann eine Zweibrunnenanlage auch als Aquiferspeicher zur Einspeisung von sommerlicher Überschusswärme genutzt werden.

##### Oberflächenwasserwärmepumpe
Auch das Wasser von Meeren, Flüssen und Seen eignet sich als Energiequelle für den Betrieb von Wärmepumpen. Das Potential solcher Wärmequellen gilt als sehr groß: Alleine aus dem Bodensee soll sich bei Temperaturschwankungen von ±0,2 °C eine Wärmeleistung von einem GW gewinnen lassen. Erste derartige Anlagen wurden im Bodensee bereits in den 1960er Jahren installiert, in Deutschland sind sie bisher jedoch noch nicht sehr verbreitet, während in der Schweiz deutlich mehr Anlagen existieren und die Nutzung der Alpenseen zwecks Wärmegewinnung politisch vorangetrieben wird. Auch in Skandinavien und Japan sind derartige Anlagen verbreitet. In Großbritannien geht man davon aus, dass mehrere Millionen Haushalte mittels Wärmepumpen beheizt werden könnten, die ihre Energie aus Flüssen und Seen gewinnen. Insgesamt sollen nach Plänen des Energieministeriums 4,5 Mio. Haushalte mit Wärmepumpen beheizt werden. Eine erste Anlage, die Wärme für über 100 Haushalte sowie weitere angeschlossene Gewerbebetriebe aus der Themse gewinnt, ging im März 2014 in Betrieb. Die größte Wärmepumpenanlage, die Seewasser nutzt, befindet sich mit Stand 2016 in Stockholm. Sie versorgt ein Fernwärmenetz, an das 2,1 Mio. Menschen angeschlossen sind, und verfügt über eine Leistung von rund 420 MW. Die weltweit größte mit dem ökologisch unbedenklichen Kältemittel CO2 betriebene Meerwasser-Wärmepumpe steht im Hafen von Esbjerg, Dänemark. Sie hat eine Gesamtheizleistung von 70 MW.

##### Abwasserwärmepumpe
Eine Abwasserwärmepumpe wird in der Kanalisation installiert und nutzt die Wärme von Abwässern. Für die Nutzung eignen sich vor allem größere Abwasserrohre. Damit lassen sich auch hohe Leistungen erzielen. In der Kanalisation liegen die Temperaturen im Jahresverlauf weitgehend gleichmäßig zwischen 12 und 20 Grad Celsius. Zudem isoliert das Erdreich um die Rohre, wodurch Lastspitzen abgepuffert werden können. Als wirtschaftlich gelten vor allem größere Anlagen, die Verwaltungszentren, Krankenhäuser, Schulen, Wohnsiedlungen oder Hallenbäder mit relativ konstantem Wärmebedarf beheizen. Perspektivisch ist geplant, in der Kanalisation Abwärme von Industrieprozessen oder Kraftwerken gezielt zwischenzuspeichern und per Wärmepumpe bei Bedarf wieder abzurufen.

#### Kalte Nahwärme
Kalte Nahwärme bzw. Kalte Fernwärme ist eine technische Variante eines Wärmeversorgungsnetzes, das mit niedrigen Übertragungstemperaturen nahe der Bodentemperatur und damit deutlich unterhalb herkömmlicher Fern- oder Nahwärmesysteme arbeitet. Da diese Betriebstemperaturen nicht ausreichend sind für die Warmwasser- und Heizwärmeproduktion, wird die Temperatur beim Abnehmer mittels Wärmepumpen auf das erforderliche Niveau angehoben. Auf die gleiche Art und Weise kann auch Kälte produziert werden und die Abwärme ins Wärmenetz zurückgespeist werden. Auf diese Weise sind Angeschlossene nicht nur Kunden, sondern können als Prosumer fungieren, die abhängig von der jeweiligen Umständen Wärme sowohl konsumieren als auch produzieren können. Wie gewöhnliche Erdwärmepumpen haben Kalte Nahwärmenetze gegenüber Luftwärmepumpen den Vorteil, aufgrund des niedrigeren Temperaturdeltas zwischen Wärmequelle und Heiztemperatur effizienter zu arbeiten. Gegenüber Erdwärmepumpen haben Kalte Nahwärmenetze noch den zusätzlichen Vorteil, dass auch im städtischen Raum, wo häufig Platzprobleme den Einsatz von Erdwärmepumpen verhindern, über zentrale Wärmespeicher saisonal Wärme gespeichert werden kann, und darüber hinaus die unterschiedlichen Lastprofile verschiedener Gebäude ggf. einen Ausgleich zwischen Wärme- und Kältebedarf ermöglichen.
Besonders gut ist ihr Einsatz dort geeignet, wo verschiedene Arten von Bebauung (Wohngebäude, Gewerbe, Supermärkte etc.) existieren und somit sowohl Wärme als auch Kälte nachgefragt wird, wodurch ein Energieausgleich über kurze oder lange Zeiträume ermöglicht wird. Alternativ ermöglichen saisonale Wärmespeicher einen Ausgleich von Energieeinspeisung und -nachfrage. Durch die Nutzung verschiedener Wärmequellen wie z. B. Abwärme aus Industrie und Gewerbe und die Kombination von Wärmequellen und Wärmesenken können zudem Synergien geschaffen werden und die Wärmeversorgung in Richtung einer Kreislaufwirtschaft weiterentwickelt werden. Zudem ermöglicht die niedrige Betriebstemperatur der Kaltwärmenetze sonst kaum nutzbare Niedertemperaturabwärme unkompliziert in das Netz einzuspeisen. Gleichzeitig verringert die niedrige Betriebstemperatur die Wärmeverluste des Wärmenetzes deutlich, was insbesondere im Sommer, wo nur eine geringe Wärmenachfrage herrscht, die Energieverluste begrenzt. Auch ist die Jahresarbeitszahl der Wärmepumpen gerade verglichen mit Luft-Wärmepumpen relativ hoch. Eine Untersuchung von 40 bis zum Jahr 2018 in Betrieb genommenen Anlagen ergab, dass die Wärmepumpen bei einem Großteil der untersuchten Systeme eine Jahresarbeitszahl von mindestens 4 erreichten; die höchsten Werte lagen bei 6.

### Wärmepumpen nach Art des Antriebs

#### Elektromotor
Die am häufigsten verwendete Antriebsart der Wärmepumpe ist der Elektromotor. Es werden vorwiegend Scrollverdichter für kleinere und mittlere Anlagen verwendet. In älteren Anlagen wurden Kolbenverdichter und bei größeren Anlagen werden Schrauben- oder Turboverdichter eingesetzt. Um eine stetige dem Verbrauch angepasste Wärmeleistung zu liefern, wird zumeist der Motor mit einem Frequenzumrichter/Inverter geregelt. Mit dieser Maßnahme werden Ein- und Ausschaltvorgänge vermieden und die Jahresarbeitszahl angehoben.

#### Gasmotor

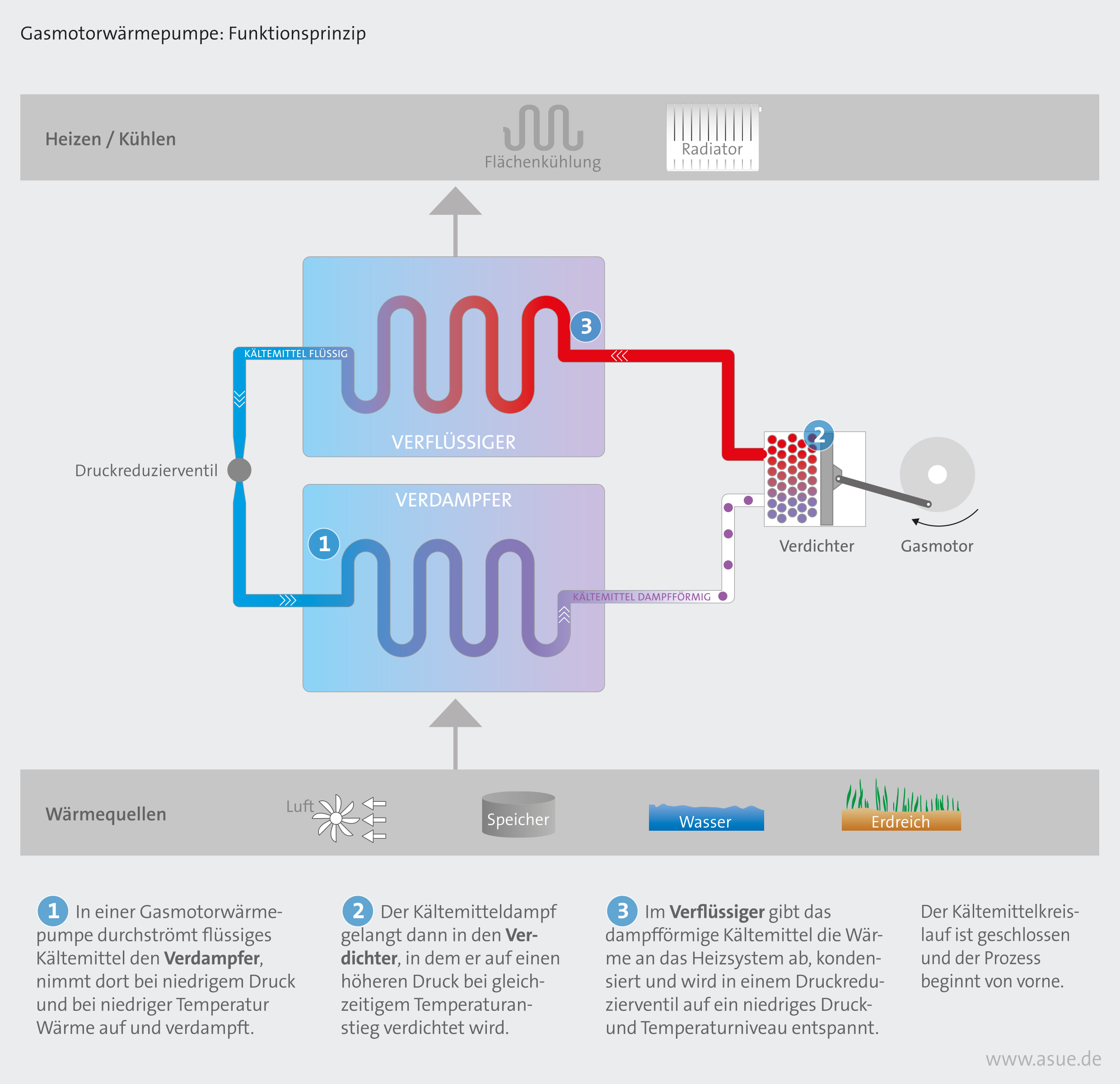
Funktionsprinzip einer Gasmotorwärmepumpe

Bei größeren Objekten wie Mehrfamilienhäusern, Gewerbebetrieben oder Supermärkten können Gasmotoren genutzt werden. Neben der im Kältekreis aufgenommenen Umweltwärme kann die Motorabwärme (Kühlkreis) sowie die Wärme des Abgases für die Erzeugung der Heizwärme genutzt werden. Durch die Verwendung von Biogas oder Wasserstoff anstelle von Erdgas oder Flüssiggas können auch Gasmotorwärmepumpen CO2-neutral betrieben werden.
Ein anderes Funktionsprinzip treibt mit einem Brenngas den heißen Teil eines Stirlingmotors an, der auf der kalten Seite, ohne weitere verlustbehaftete Umwandlungen, direkt als Kompressor für einen Kältemittelkreislauf dient. Allerdings hat diese Antriebsart bislang keine Bedeutung.

#### Absorptionswärmepumpe
Wird ein Gas- oder Heizölbrenner zur Erwärmung der Lösung im Austreiber in Sorptions-Wärmepumpe verwendet, erfolgt die Wärmezufuhr durch thermische Energie aus dem Verbrennungsprozess und es ist nur eine elektrische Pumpe mit geringer Leistung für die Umwälzung der Lösung erforderlich. Soweit keine regenerativ erzeugten Brennstoff verwendet werden, trägt diese Bauart auch zum Treibhauseffekt bei.

### Hybrid- und Mischsysteme

#### Heizstabsteuerung
Für den Fall, dass die Leistung der Wärmepumpe bei sehr niedrigen Umgebungstemperaturen und gleichzeitig hohem Wärmebedarf nicht ausreicht, verfügen die meisten Wärmepumpenheizungen zur Ergänzung über eine einfache Elektroheizung (Heizstab) im Warmwasserkreislauf oder -speicher.
Die Technischen Anschlussbedingungen (TAB 2007) schreiben im Kapitel 10.2.4 vor, dass Verdichter und Heizstab nur sechs Mal pro Stunde eingeschaltet werden dürfen. Hersteller setzen diese Vorschrift um, indem nach jedem Ausschaltvorgang eine zehnminütige Pause eingelegt wird.
Der Temperaturhub {\displaystyle \Delta \vartheta } des Heizstabes wird durch den Massenstrom {\displaystyle {\frac {\Delta m}{\Delta t}}}, die spezifische Wärmekapazität {\displaystyle c} des Fluids und die Heizstableistung {\displaystyle \Phi } bestimmt.
{\displaystyle \Delta \vartheta ={\frac {\Phi }{c\cdot {\frac {\Delta m}{\Delta t}}}}}
Mit Wasser als Fluid {\displaystyle c=1{,}16\,{\frac {\mathrm {Wh} }{\mathrm {K\cdot kg} }}} beträgt der Temperaturhub bei einem Massenstrom von 1000 kg pro Stunde {\displaystyle \Delta \vartheta =0{,}86\,\mathrm {K} } je kW Heizstableistung.
Bei kleiner Schalthysterese und großem Temperaturhub ist der Heizstab nur wenige Minuten ein- und mindestens zehn Minuten ausgeschaltet. Die vermeintlich hohe Anschlussleistung des Heizstabes kann sich nicht entfalten. Durch Umstellen der obigen Formel nach der Zeit gilt:
{\displaystyle \Delta t={\frac {c\cdot \Delta m\cdot \Delta \vartheta }{\Phi }}}
Wenn die Schalthysterese 1 K, die Heizstableistung 1 kW und die Masse des Wassers 1 kg beträgt, wird der Heizstab nach 4,176 s abgeschaltet.

#### Kombinationsmöglichkeiten mit Photovoltaik und Solarthermie
Bei Hausinstallationen mit Photovoltaik muss an kalten und dunklen Wintertagen allenfalls Strom für den Betrieb der Wärmepumpe aus dem öffentlichen Netz bezogen werden. Ein Tag-Nacht-Ausgleich kann in gewissem Maße mittels Speicherung erreicht werden. Sofern eine ausreichend große Photovoltaikanlage sowie ein Batteriespeicher zur Zwischenspeicherung vorhanden sind, ließen sich laut Zahlen aus dem Jahr 2018 rund 60 % des Jahresstrombedarfs der Wärmepumpe aus selbst erzeugtem Solarstrom decken.
Eine Alternative zur Speicherung von Solarstrom in Batteriespeichern besteht in der Speicherung der Energie in Wärmespeichern. Dazu wird Solarstrom z. B. mit einer Wärmepumpe verwertet, um Wasser zu erhitzen, welches in einem Wärmespeicher (ähnlich einer Isolierkanne) zwischengepuffert wird. Die so gespeicherte thermische Energie wird anschließend nicht in elektrische Energie zurückverwandelt, sondern je nach Gestaltung des Heizsystems zur Heizung oder zur Warmwasserbereitung genutzt. Mit dem Preisverfall der Photovoltaikmodule ist solch ein System oft kostengünstiger als eine Solarthermieanlage und bietet die Flexibilität, sowohl elektrische als auch thermische Energie nutzen zu können.

#### Hybridheizung: Wärmepumpe in Verbindung mit einer konventionellen Feuerung fossiler Brennstoffe

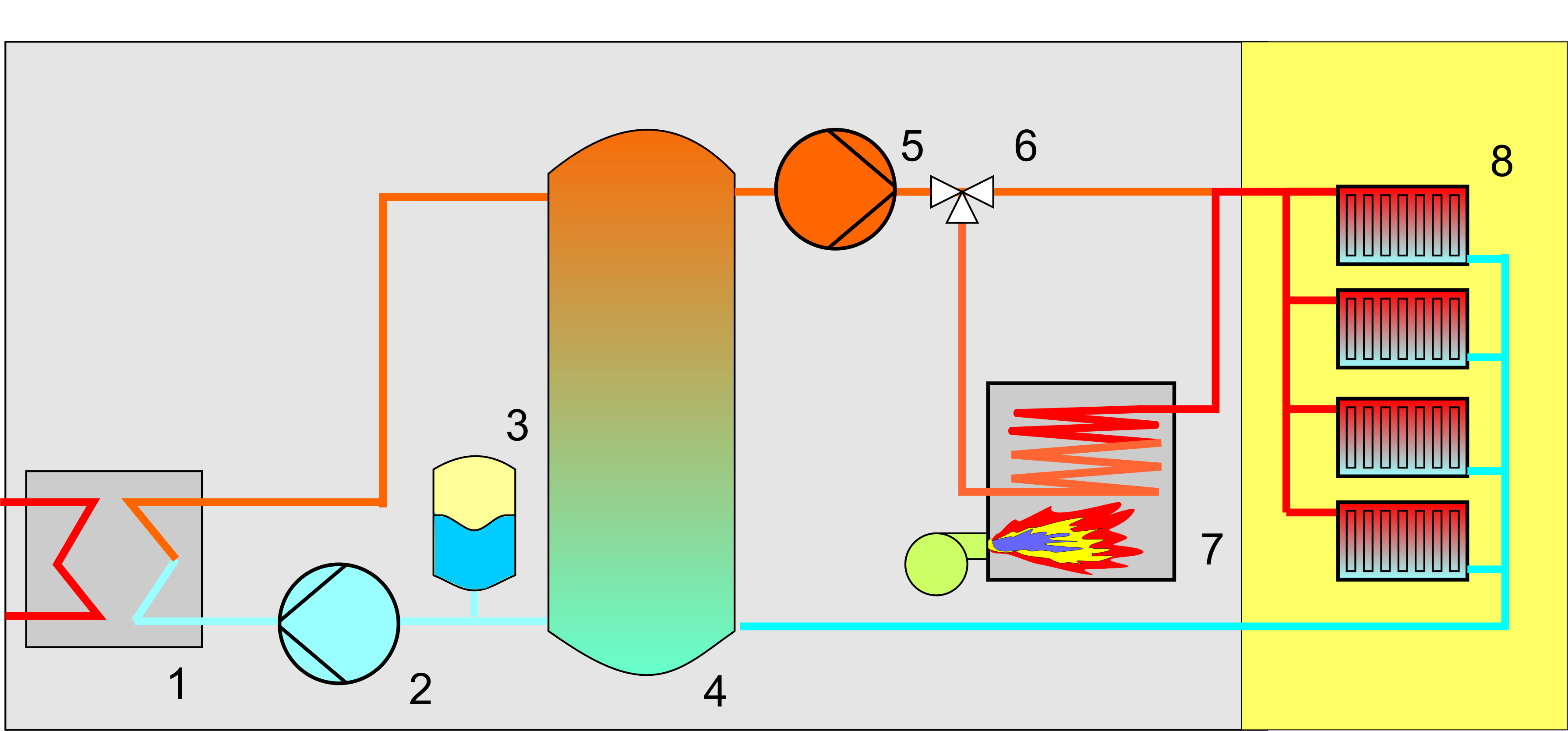
Hybridheizung mit Wärmepumpe, Gasheizkessel und Schichtenspeicher; 1: Verflüssiger der Wärmepumpe, 2: Ladepumpe, 3: Membranausdehnungsbehälter, 4: Schichtenspeicher, 5: Heizkreispumpe, 6: 3-2-Wegeventil für Umgehung des Heizkessels, 7: Gasheizkessel, 8: Heizkörper

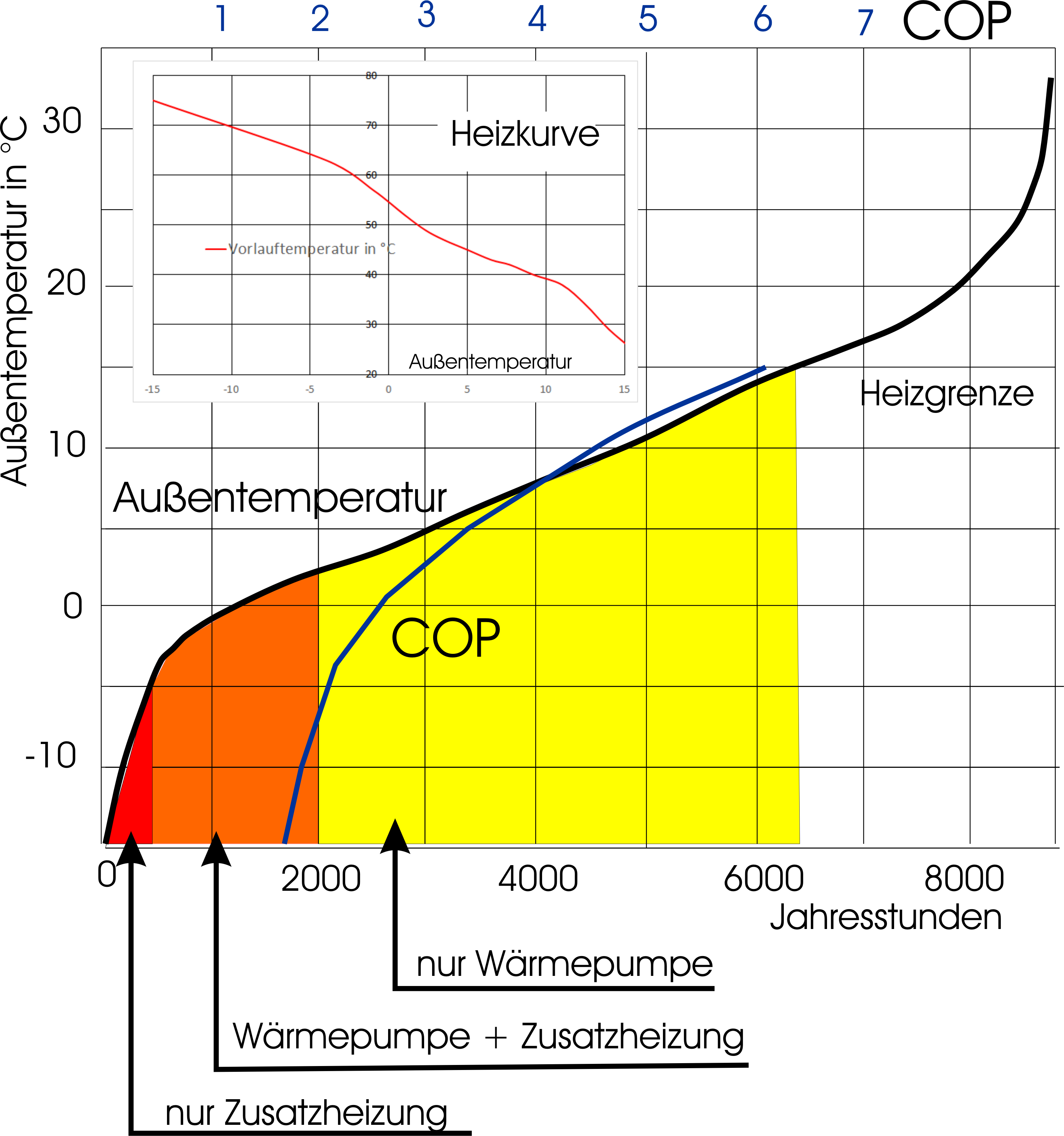
Nutzung der Hybridheizsysteme über den Jahresverlauf, COP in Abhängigkeit der Außentemperatur und Heizkurve. Bei der Berechnung des COP wurde die Heizkurve bei einer Temperaturdifferenz von 5K am Verflüssiger und Verdampfer und ein Gütegrad von 0,5 der Wärmepumpe zugrunde gelegt. Jahresverlauf der Außentemperatur von Berlin

Die meisten Wärmepumpen sind mit einem elektrischen Heizstab zur Nacherwärmung ausgerüstet. Da in dem Fall direkt mit Strom geheizt wird ohne Nutzung von Umweltwärme sollte dies auf sehr wenige Betriebsstunden beschränkt sein. Um die verhältnismäßig günstigen COP-Werte in den Übergangsjahreszeiten trotzdem auszunutzen und eine Versorgungssicherheit und Wirtschaftlichkeit an sehr kalten Tagen zu erreichen, können in unsanierten Altbauten Hybridsysteme installiert werden, bei denen die Wärmepumpe mit einem konventionellen Heizungssystem kombiniert wird. Dies können sein: Gasbrennwertheizungen, Heizölbrennwertheizungen, Pelletheizungen und Festholzheizungen mit Wasserheizsystem. Je nach Außentemperatur kann die Wärmepumpe als alleinige Wärmequelle genutzt werden, an kälteren Tagen (z. B. Außentemperatur −7 °C bis 5 °C) kann ein Nacherwärmen durch die Zusatzheizung erfolgen.

#### Solar-Eis-Speicher-Wärmepumpe/Latent-Wärmepumpe/Direktverdampfer-Wärmepumpe
Beim Solar-Eis-Speicher besteht der Speicher aus einem großen Wassertank, der beim Gefrieren auf 0 °C durch ein Kühlmittel (z. B. ein Wasser-Glykol-Gemisch) die sogenannte Kristallisationsenthalpie zur Wärmenutzung verfügbar macht.
Der bei weiterer Wärmeentnahme entstehende Vereisungsprozess ist gewollt, denn der Phasenwechsel von Wasser zu Eis bringt einen weiteren Energiegewinn. Hierbei bleibt die Temperatur zwar konstant bei 0 °C, doch es werden weitere 93 Wh/kg Kristallisationsenthalpie frei, die von der Wärmepumpe genutzt werden können. Das ist die gleiche Energiemenge, die frei wird, wenn Wasser von 80 auf 0 °C abgekühlt wird. Zu beachten ist, dass der Eis-Speicher erst dann einen Vorteil gegenüber der Luft-Luft-Wärmepumpe erlangt, wenn sich die Umgebungstemperatur unterhalb des Gefrierpunkts befindet.
Das System entspricht weitgehend der Wasser-Wasser-Wärmepumpe. Das ausgekühlte Wasser fließt hier jedoch nicht als Grundwasser einfach weiter, sondern dient im Sommer auch direkt als Kühlmedium, das ohne erneuten energetischen kostenintensiven Wärmetauscherprozess im Umkehrbetrieb (Klimakühlanlage) einfach über eine Umwälzpumpe in der Hausheizung genutzt werden kann und so den Speicher teils wieder regeneriert.
Die Regeneration kann durch alle Energiequellen, die wärmer als 0 Grad Celsius sind, erfolgen.
Die spezifische Schmelzenthalpie – also die Wärmemenge, welche bis zum vollständigen Gefrieren abgeführt werden kann – liegt bei 333,5 kJ/kg oder 85 kWh/m³ Eis. Dies entspricht gut 8 Liter Heizöl pro Kubikmeter Eis. Hinsichtlich der Kälteschlangen, um die sich mit der Zeit ein Eismantel legt, der den weiteren Energieentzug behindert, sollte die Anlage daher dementsprechend passend dimensioniert werden.
Gängige Modelle mit einem Solar-Eis-Speicher von ca. 12 m³ und 5 Solar-Luft-Kollektoren (à 2 m²) auf dem Dach bieten im monovalenten Betrieb etwa 1800 Volllaststunden im Jahr für den Heizbetrieb mit einer maximalen Heizlast von 7,5 kW. Wie oben bereits angedeutet, wird ein Eis-Speicher einen Vorteil gegenüber einer Luft-Luft-Wärmepumpe erst dann ausspielen können, wenn die Umgebungstemperatur immer wieder mal über gewisse Phasen hinweg unterhalb des Gefrierpunkts verweilt.
Damit ist eine Wasser-Wasser-Wärmepumpe zum ganzjährigen Heizen inklusive Trinkwassererwärmung immer noch die erste Wahl: wenngleich der Energieaufwand im Sommer zum „Kühlen mit dem Eisspeicher-System“ lukrativer ist, gilt es zu beachten, dass der Eisspeicher nach dem Schmelzen nicht regeneriert werden kann.
Unter Referenzbedingungen der Stiftung Warentest erreicht die Solar-Heizung eine System-Jahresarbeitszahl (SJAZ) von ca. 5 (inkl. Stromverbrauch Lüfter, Pumpen etc. und einschließlich direkt genutzter Solarwärme).

#### Saisonaler Erdspeicher plus Wärmepumpe
Beim Erdspeicher besteht die Möglichkeit, diesen als Langzeitenergiespeicher zu nutzen. Dieser besteht aus einem gedämmten Erdspeicher, der von einem definierten System aus Kunststoffleitungen durchzogen ist. Es werden Überschüsse aus anderen Wärmequellen wie der Solarthermie gepuffert. Dadurch ergibt sich eine Anhebung der Quelltemperatur für die Wärmepumpe um durchschnittlich 10 °C im Vergleich zu Erdflächenkollektoren. Dabei können dem Erdspeicher auch Wärmequellen mit relativ niedrigen Temperaturen zugeführt werden, die nicht unmittelbar für Heizung genutzt werden können. Als Wärmeträger kommt neben Sole oder einem Wasser-Glykol-Gemisch auch reines Wasser in Frage.
Der Betrieb ohne Frostschutzmittel ermöglicht den Einsatz in Trinkwasserschutzgebieten. Basis hierfür ist das kontrollierte Temperaturniveau im Erdspeicher, welches über den saisonalen Wechsel ungefähr zwischen +5 °C und +23 °C liegt.
Das System entspricht weitgehend der Sole-Wasser-Wärmepumpe mit spezieller Regelungstechnik und kann wie vergleichbare Systeme heizen und kühlen. Als Wärmequellen kommen in erster Linie Überschüsse aus Solaranlagen oder Prozesswärme in Frage.
Ein Erdspeicher von ca. 100–120 m³, einer abgestimmten Wärmepumpe und ca. 12–14 m² Solarthermie-Flachkollektoren decken im Heizbetrieb eine Heizlast von ca. 10 kW ab.
Das Erdspeichersystem wird bei Neubauten i. d. R. unter der Bodenplatte eingebaut, um Synergien mit ohnehin anfallenden Arbeiten wie Gründung, Frostschürze, Fundamenten, Dämmung der Bodenplatte etc. zu nutzen. Problematisch erscheint der Einsatz bei Bestandsgebäuden sowie im innerstädtischen Bereich, da notwendige Flächen dort nicht zur Verfügung stehen könnten. Der Bereich, in dem der Erdspeicher eingebaut wird, sollte möglichst auch nicht von Grundwasser durchströmt werden, da sonst erhöhte Anforderungen an die Abdichtung gestellt werden.
Langzeitenergiespeicher sind gegenüber den unteren Wasserbehörden nur anzeigepflichtig, da üblicherweise der Einbau nur 1,20–1,50 m unter der Bodenplatte stattfindet und das Erdreich nicht als Wärmequelle genutzt wird. Durch die geringe Einbautiefe werden in der Regel keine grundwasserführenden Schichten durchstoßen.
Die BAFA fördert Eisspeicher und gedämmte Erdwärmespeichersysteme wie den eTank im Rahmen der Innovationsförderung „Wärmepumpen mit verbesserter Systemeffizienz“. Es muss ein Mindestspeichervolumen eingehalten und per Simulation die Erreichung der Systemjahresarbeitszahl (SJAZ) von 4,1 nachgewiesen werden. Der Hersteller des saisonalen Erdspeichers eTank wurde 2015 für den Innovationspreis der Länder Berlin und Brandenburg nominiert.

#### Luft/Wasser-Sole/Wasser-Wärmepumpe (Hybrid-Wärmepumpe)
Die Luft/Wasser-Sole/Wasser-Wärmepumpe ist eine Hybrid-Wärmepumpe, die in ihrer Ausführung ausschließlich regenerative Energiequellen nutzt. Sie kombiniert Luftwärme und Erdwärme in einem kompakten Gerät. Damit unterscheidet sich dieses Hybridsystem von anderen Systemen, die auch mindestens zwei Wärmequellen nutzen. Diese bilden zumeist einen Mix aus konventioneller Heiztechnik (Gasbrennwert-Technik) und erneuerbaren Energiequellen.
Die Luft/Wasser-Sole/Wasser-Wärmepumpe (Hybrid-Wärmepumpe) ist mit zwei Verdampfern ausgestattet (einem Außenluft-Verdampfer und einem Sole-Verdampfer), die beide an den Wärmepumpenkreislauf angeschlossen sind. Das ermöglicht es, im Abgleich mit den äußeren Bedingungen (z. B. Lufttemperatur) die zum aktuellen Zeitpunkt jeweils wirtschaftlichste Wärmequelle vorrangig einzusetzen. Das Hybridsystem wählt automatisch die effektivste Betriebsart (Luftwärme oder Erdwärme). Je nach Betriebsweise können die Energiequellen Luft- und Erdwärme parallel oder alternativ genutzt werden.

### Betriebsarten
Es wird in der Regel zwischen drei Betriebsarten unterschieden:
- Dem monovalenten Betrieb = nur Wärmepumpe, geeignet für alle Niedertemperaturheizungen bis maximal 55 °C Vorlauftemperaturen.
- Dem bivalenten Betrieb = Wärmepumpe und eine zusätzliche Wärmequelle (z. B. Solarkollektoren, Gaskessel, Elektroheizstab und dergleichen)
  - Bivalent-alternativ = dabei liefert die Wärmepumpe bis zu einer festgelegten Außentemperatur die gesamte Heizwärme. Sollte der Wert unterschritten werden, schaltet sich die Wärmepumpe ab und ein zweiter Wärmeerzeuger übernimmt das Heizen.
  - Bivalent-parallel = wie bei der Bivalent-alternativ-Betriebsart liefert die Wärmepumpe bis zu einem bestimmten Wert die gesamte Heizleistung, allerdings schaltet sich die Wärmepumpe erst nach einem zweiten Grenzwert aus. Dazwischen wird ein zweiter Wärmeerzeuger hinzugeschaltet. Im Gegensatz zum bivalent-alternativen Betrieb ist der Anteil der Wärmepumpe an der Jahresleistung deutlich größer.[51]
- Dem monoenergetischen Betrieb = Wärmepumpe und elektrische Zusatzheizung (zumeist bei preiswerten Modellen). Hierbei liefert die Wärmepumpe den Großteil des Jahres die nötige Wärmeleistung. Bei sehr niedrigen Temperaturen (unter −7 °C) reicht die Wärmeleistung nicht aus und es wird ein Heizstab zugeschaltet.[51]

#### Umkehrbetrieb
Viele Wärmepumpen (z. B. Klimasplitgeräte) können im Sommer eine Klimaanlage ersetzen, indem der Prozess der Wärmeerzeugung umgekehrt wird. Der Verdampfer übernimmt im Sommerbetrieb die Funktion des Verflüssigers und der Verflüssiger wird als Verdampfer geschaltet. Konventionelle Heizkörper sind jedoch zur Raumkühlung nur bedingt geeignet, da Luftfeuchtigkeit aus der Raumluft auf den kalten Rohrleitungen und Heizflächen kondensiert und von diesen abtropfen kann. Etwas besser eignen sich Gebläseheizkörper, doch auch unter diesen muss gegebenenfalls entstehendes Kondensat aufgefangen werden.

### Aufbau der Kreisläufe
Die Systemtypen können an der Anzahl der Fluidkreise unterschieden werden. Die Entkopplung der Kreise durch indirekte Zuführung der Verdampfungsenthalpie aus der Umgebung und die Abfuhr der Kondensationsenthalpie über ein Warmwasserheizungsnetz sind regelungstechnisch vorteilhaft (jedoch energetisch verlustbehaftet), die Kältemittelmenge und die Wahrscheinlichkeiten von Leckagen sind gering.

#### 3-Kreis-System
Lange nutzten die Wärmepumpenheizungen diese Systemform. Sole wird genutzt, in Form einer Tiefenbohrung oder eines Flächenkollektors. Hierbei zirkuliert als Übertragungsmedium Sole in einem geschlossenen Kreislauf und nimmt die Wärme des Erdreichs auf, um sie in der Wärmepumpe an den Kältemittelkreislauf abzugeben. Im dritten Kreis, der Raumheizung, zirkuliert Wasser, das über einen Wärmetauscher durch die Wärmepumpe erwärmt wird. Bei dieser Systemart kann auch eine CO2-Sonde in einer Tiefenbohrung als Kollektor zum Einsatz kommen. Der Vorteil (vom Wirkungsgrad her gesehen) gegenüber der Sole in einer Tiefenbohrung ist die nicht notwendige Energie zum Umwälzen des Mediums im Kollektor.

#### 2-Kreis-System
Sie werden auch Direktsysteme genannt, weil sie auf den separaten Solekreis verzichten. Es entfällt der Wärmeübergang vom Kollektorkreis (Sole) auf den Arbeitskreis der Wärmepumpe. Das Kältemittel nimmt die Wärme direkt auf (Direktverdampfung). Dies bringt einen energetischen Vorteil von wenigstens 5 Grad. Das Entfallen der Solezirkulationspumpe reduziert den Stromverbrauch. Beim Einsatz von Erdsonden als Wärmequelle ist die direkte Verdampfung nicht möglich; es muss ein Solekreis verwendet werden.

## Pufferspeicher

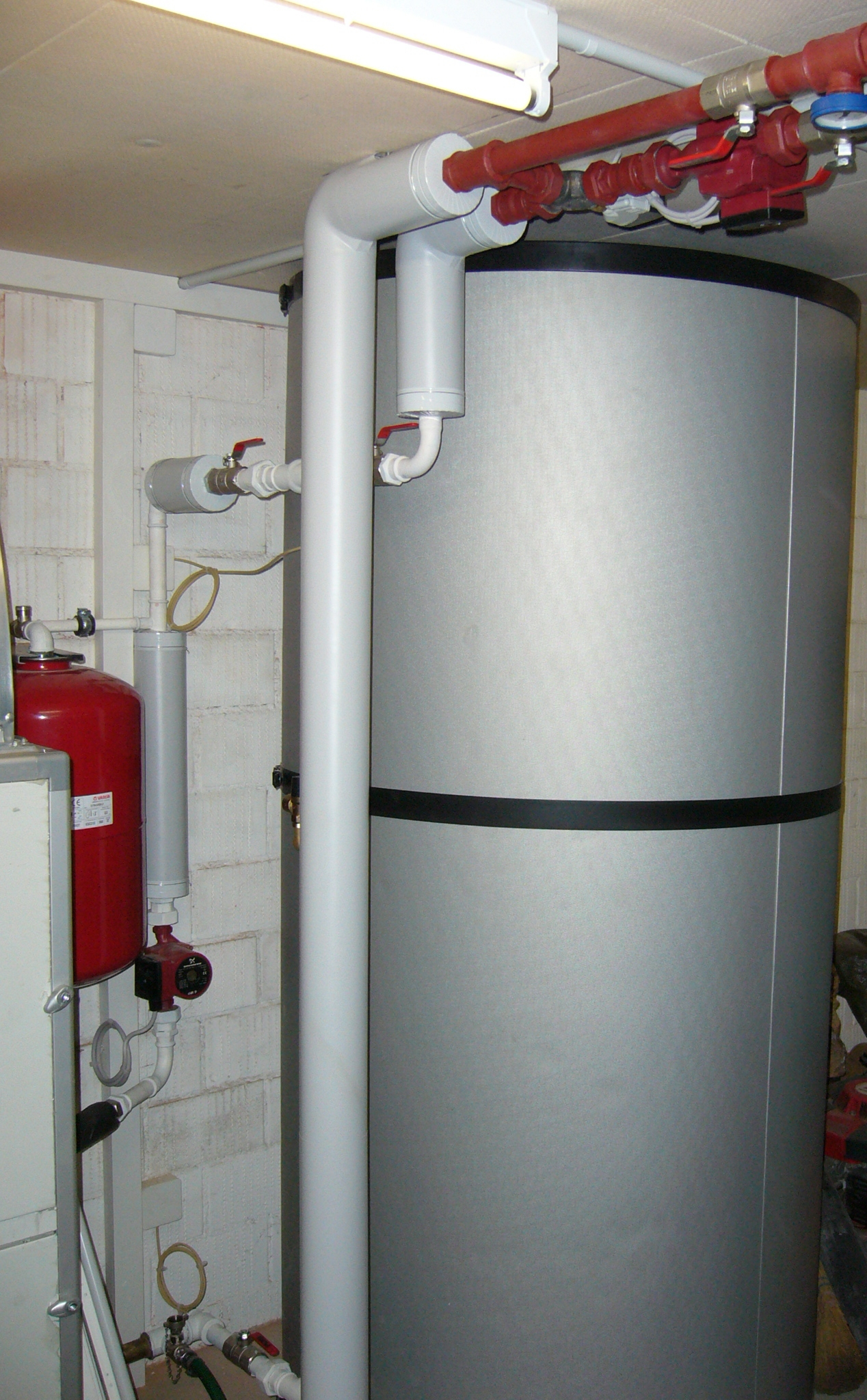
Wassertank einer Luft-Wasser-Wärmepumpenheizung in einem Einfamilienhaus

Ein Pufferspeicher dient der vorübergehenden Speicherung der von der Wärmepumpe erzeugten Wärmeenergie. In der Regel geschieht dies durch die Zwischenspeicherung des von der Wärmepumpe erwärmten Wassers in einem wärmeisolierten Behälter.

### Gründe für die Verwendung eines Pufferspeichers
Schwankungen der Verfügbarkeit der Wärmequelle
- Eine Luftwärmepumpe kann die wärmeren Lufttemperaturen tagsüber besser ausnutzen, wenn die Wärmeenergie für die Nacht zwischengespeichert wird.

Zeitlich günstiger Betriebsstrom
- Auch mit Strom aus Photovoltaikanlagen versorgte Wärmepumpen werden vorzugsweise tagsüber betrieben, wenn Solarstrom zur Verfügung steht, soweit die erzeugte Wärmeenergie für die kälteren Nachtstunden gespeichert werden kann.
- Wird die Wärmepumpe mit vergünstigtem Wärmestrom betrieben, so kann der Stromversorger tagsüber Sperrzeiten vorsehen, zu denen die Wärmepumpe abgeschaltet wird. In der Regel sind die Sperrzeiten allerdings so kurz, dass sie in einem massiv gebauten Gebäude nicht zu einem spürbaren Temperaturabfall führen. Die Speichermasse der Wände und Decken verhindert eine schnelle Auskühlung.
- Wird die Wärmepumpe mit einem lastabhängigen Stromtarif betrieben, kann der Pufferspeicher zu Zeiten gefüllt werden, an denen ein günstiger Strombezug möglich ist.

Schwankungen des Energiebedarfs im Gebäude
- Hat eine Wärmepumpe wenig Leistungsreserven, um neben der Beheizung des Gebäudes zugleich Warmwasser zu erzeugen, ermöglicht ein Kombispeicher, dass auch in Zeiten mit großem Bedarf Warmwasser zur Verfügung steht.
- Die seit 1981 eingeführten[52] Modulierenden Wärmepumpen verfügen über einen leistungsgeregelten Kompressor (Kältemittelverdichter), der sich auch ohne Pufferspeicher dem aktuellen Bedarf anpassen kann. Kann eine Wärmepumpe ihre Leistungsabgabe nur ungenügend an den aktuellen Wärmebedarf des Heizsystems anpassen, ermöglicht der Betrieb mit Pufferspeicher einen gleichbleibenden Volumenstrom im Primärkreis (zwischen Wärmepumpe und Speicher). Auch ein zu häufiges An- und Abschalten („Takten“) von zur Modulierung unfähigen Wärmepumpen konnte durch Pufferspeicher reduziert werden.

Zusatzfunktionen
- Wenn mehrere Wärmequellen genutzt werden, können diese gemeinsam den Puffer beschicken. So können zeitliche Schwankungen in der Verfügbarkeit sowie Temperaturdifferenzen ausgeglichen werden.
- Anstelle eines Warmwasserspeichers kann die Energie aus dem Pufferspeicher zur Warmwassererzeugung in einer Frischwasserstation mit einem Plattenwärmeübertrager (Durchflussprinzip) verwendet werden. Es können über einen Pumpenkreislauf auch mehrere dezentrale solche Wärmetauscher (Wohnungsstationen) versorgt werden.[53]

### Gründe gegen die Verwendung eines Pufferspeichers
- Die Installation und Steuerung lässt sich ohne Pufferspeicher vereinfachen.
- Da Wärmepumpen mit geringeren Vorlauftemperaturen betrieben werden als traditionelle Heizsysteme, muss der Wärmespeicher oft relativ groß ausfallen, um den vorgesehenen Effekt erreichen zu können.
- Wenn der Speicher in einem ungeheizten Raum steht, erhöht sich der Wärmeverlust der Anlage.
- Insbesondere in Gebäuden mit Fußboden-, Decken- oder Wandheizungen speichern bereits die erwärmten Flächen eine bedeutende Energiemenge, so dass kein Pufferspeicher zur Überbrückung von Schwankungen im Betrieb benötigt wird. Die gespeicherte Energiemenge hängt neben der Temperatur von der Masse des Bauteile sowie der Wärmekapazität des Materials ab.

## Verbreitung
| Jahr | DE        | AT         |
| ---- | --------- | ---------- |
| 1995 | 01.200    | 0005.12400 |
| 1996 | 02.300    | 05.312     |
| 1997 | 03.600    | 04.957     |
| 1998 | 04.400    | 04.819     |
| 1999 | 04.800    | 04.612     |
| 2000 | 05.700    | 04.795     |
| 2001 | 08.200    | 05.590     |
| 2002 | 08.300    | 05.780     |
| 2003 | 09.890    | 06.935     |
| 2004 | 12.900    | 07.968     |
| 2005 | 18.900    | 09.795     |
| 2006 | 44.000    | 13.180     |
| 2007 | 44.600    | 15.148     |
| 2008 | 62.500    | 18.705     |
| 2009 | 54.800    | 18.138     |
| 2010 | 51.000    | 16.962     |
| 2011 | 57.000    | 16.398     |
| 2012 | 59.500    | 18.861     |
| 2013 | 60.000    | 19.175     |
| 2014 | 58.000    | 21.439     |
| 2015 | 57.000    | 23.014     |
| 2016 | 66.500    | 22.994     |
| 2017 | 78.000    | ?          |
| 2018 | 84.000    | ?          |
| 2019 | 86.000    | ?          |
| 2020 | 120.0000  | ?          |
| 2021 | 0.154.000 | ?          |
| 2022 | 0.236.000 | ?          |
| 2023 | 0.356.000 | ?          |

Weltweit wurden bis 2020 177 Millionen Wärmepumpen installiert. Die größten Märkte waren China (33 %), Nordamerika (23 %) und Europa (12 %). In Europa sind Wärmepumpen vor allem in den nordischen Staaten verbreitet. In Norwegen heizen 60 % der Haushalte mit Wärmepumpen, in Schweden 43 %, in Finnland 41 % und im nordosteuropäischen Estland 34 %.
Im Rahmen der Steigerung der Energieeffizienz sowie der Senkung des Energieverbrauchs und der Treibhausgasemissionen spielen Wärmepumpen eine wichtige Rolle in der Energiepolitik der EU. Nicht zuletzt durch Fördermaßnahmen ist ihr Marktanteil im Steigen begriffen. Wichtige Absatzmärkte sind Frankreich, Schweden, Norwegen, Deutschland und Finnland. Im Jahr 2010 wurden in den EU-20 insgesamt gut 750.000 Wärmepumpen installiert, deren Energieeinsparung auf 36,6 TWh beziffert wird. Nach dem russischen Angriff auf die Ukraine, der eine Verteuerung insbesondere von Erdgas zur Folge hatte, stieg die Nachfrage nach Wärmepumpenheizungen in Europa stark an.

### Deutschland

#### Absatzentwicklung
Der Marktanteil von Wärmepumpenheizungen im Neubau ist sehr landesspezifisch. In Deutschland nahm der Anteil von Wärmepumpenheizungen im Neubau seit 2000 von geringen Fluktuationen abgesehen stetig zu. Wurden im Jahr 2000 nur 0,8 % aller Neubauten mit Wärmepumpen beheizt, erreichten Wärmepumpen 2006 mit 11,6 % erstmals einen zweistelligen Anteil. 2010 lag ihr Anteil bereits bei 23,6 %; ein Wert, der die nächsten Jahre einigermaßen stabil blieb, 2014 aber wieder auf 19,9 % zurückging. Anschließend stieg er erneut an und erreichte im Jahr 2020 einen Anteil von 33,5 %. Damit lagen Wärmepumpen unmittelbar hinter Gasheizungen mit 33,8 % und vor Fernwärme mit 25,7 % auf Rang zwei der am häufigsten installierten Heizungstechnologien im Neubau. Im gesamten Heizungsbestand war ihr Anteil mit 2,6 % aber weiterhin überschaubar. 2021 erreichten die Wärmepumpen einen Anteil von 50,6 % als primäres Heizsystem in Neubauten, 2023 fast zwei Drittel. 81 Prozent der Gebäude, für die 2024 eine Baugenehmigung in Deutschland erteilt wurde, sollen mit einer Wärmepumpe beheizt werden.

#### Aktuelle Lage
In Deutschland wurden im Jahr 2023 rund 350.000 Wärmepumpensysteme verbaut; davon 85 Prozent beim Umbau der Heizsysteme in Altbauten und 15 Prozent in Neubauten.
2022 wurden in Deutschland ca. 236.000 Wärmepumpen verkauft, 53 Prozent mehr als im Vorjahr. Im Neubau waren Wärmepumpenheizungen bereits im Jahr 2021 der dominierende primäre Wärmeerzeuger. 2021 wurden mit 50,6 % erstmals über die Hälfte aller Neubauten mit Wärmepumpenheizungen ausgestattet, womit sie auch deutlich vor den lange Zeit führenden Gasheizungen lagen, die auf einen Anteil von 34,3 % kamen.
Robert Habeck, Bundesminister für Wirtschaft und Klimaschutz, kündigte im Januar 2022 an, dass bis 2030 zwischen vier und sechs Millionen Wärmepumpen in Deutschland vorhanden sein sollen. Dies sei erforderlich, um die bis 2045 beabsichtigte Klimaneutralität zu erreichen. Ab 2024 sollen jährlich mehr als eine halbe Million Wärmepumpen pro Jahr installiert werden.
Mit dem Russischen Überfall auf die Ukraine rückten neben dem Klimaschutz noch weitere Argumente in den Vordergrund. So gewann das Ziel, die Abhängigkeit von fossilen Energieimporten aus dem Ausland zu reduzieren, an Bedeutung. Zudem erhoffen sich viele Hausbesitzer, sich mit einer Wärmepumpe gegen weiter steigende Energiepreise absichern zu können.
| Luft-Wärmepumpen | Sole-Wärmepumpen | Grundwasser-Wärmepumpen | Warmwasser-Wärmepumpen |
| ---------------- | ---------------- | ----------------------- | ---------------------- |
| 127000           | 23000            | 4000                    | 23500                  |

Von den Luft-Wärmepumpen wurden im Jahr 2021 83500 Monoblockgeräte und 43500 Splitgeräte in Deutschland verkauft.

### Österreich
Insgesamt wurden in Österreich von 1975 bis 2005 190.200 Wärmepumpenanlagen errichtet. Die meisten Wärmepumpen jährlich wurden in den Jahren 1986 und 1987 (mit über 13.000 Wärmepumpen pro Jahr) installiert.

### Schweiz
In der Schweiz betrug der Marktanteil bei Neubauten rund 75 %. Eine staatliche Förderung war aufgrund der Energiepreise überflüssig. Im Jahr 2017 waren Wärmepumpen in 18,4 % der Haushalte installiert. 17,9 % der Haushalte nutzten die Wärmepumpe als Hauptwärmequelle, 0,5 % als Ergänzung.

## Staatliche Förderung
In Deutschland wurden Mitte 2023 40 % der Kosten durch staatliche Förderung übernommen. Stand April 2025 sind beim Einbau einer Wärmepumpe anstelle einer alten Öl- oder Gasheizung bis zu 55 %, für Geringverdiener bis zu 70 % förderbar, wobei der förderfähige Betrag auf 30.000 € gedeckelt ist.

## Betrieb

### Genehmigung
Da Wärmepumpen zum Teil erhebliche Anlaufströme haben, die zu Netzrückwirkungen (Spannungseinbrüchen) führen können, muss der Anschluss vom Energieversorgungsunternehmen genehmigt werden. Die Genehmigung wird im Regelfall mit bestimmten Auflagen (Anlaufstrombegrenzung, Anläufe/Stunde beschränkt) erteilt.

### Sperrzeiten
Bei Nutzung eines günstigen Heizstromtarifs können die Energieversorger die Wärmepumpen zu Zeiten von Spitzenlast, beispielsweise vormittags und am Frühabend, nach den Technischen Anschlussbedingungen (TAB) bis zu dreimal täglich für je zwei Stunden (auch ferngesteuert) abschalten. Allerdings können viele Energieversorgungsunternehmen (EVU) von dieser Möglichkeit nach unten abweichen, da sie die Sperrzeiten mittels der Rundsteuerempfänger bezogen auf das tatsächliche Lastprofil steuern. Die Sperrzeiten sind dann relativ kurz, so dass ein erhöhter technischer Aufwand (beispielsweise Pufferspeicher) für eine Sperrzeitüberbrückung in der Regel nicht notwendig wird.

## Risiken
Insbesondere die Gewinnung von Erdwärme über Geothermiebohrungen ist mit Risiken behaftet. In Staufen im Breisgau kam es nach Bohrungen für Erdwärmepumpen in den Jahren 2006 und 2007 zu starken Bodenhebungen im historischen Ortskern. Gebäude bekamen Hebungsrisse. Dabei sind Schäden in einer geschätzten Höhe von 50 Mio. Euro entstanden. Einige der Bohrungen hatten eine Verbindung zwischen der Grundwasserschicht und der Gipskeuperschicht hergestellt. Beim Eindringen des Wassers in den in die Gipskeuperschicht eingelagerten Anhydrit erfolgte eine chemische Reaktion und es entstand Gips. Dies geht mit einer deutlichen Volumenzunahme einher. In der Stadtmitte hob sich der Boden. Ähnliche Fälle traten in Böblingen, Kamen, Rudersberg und Schorndorf auf. Nicht immer hob sich der Boden, teilweise lösten die Bohrungen auch eine Absenkung des Untergrunds aus. Geothermiebohrungen in Basel wurden wegen unerwartet starker, durch die Bohrungen ausgelöster Erdbeben abgebrochen.

## Volkswirtschaftliche Bedeutung
Gas- und Ölheizungen bringen eine Abhängigkeit vom Ausland, da über 90 % des deutschen Erdgas- und Mineralölverbrauchs importiert wird. Zudem sind diese Ressourcen endlich und von zum Teil drastischen Preisschwankungen betroffen, was ein volkswirtschaftliches Risiko darstellt.:29–53
Je nach Leistungszahl der Wärmepumpe sowie Wirkungsgrad und Brennstoff des Grenzkraftwerks verlagert sich der Verbrauch von Heizöl oder Erdgas von der Hausfeuerung hin zu Stein- oder Braunkohle in fossil befeuerten Wärmekraftwerken. Dies reduziert die Abhängigkeit vom Import teurer Energierohstoffe wie Erdöl und Erdgas. Mit zunehmendem Anteil erneuerbaren Energien (Anteil am Strommix 2021: 41 %) sowie dem Bau effizienterer konventioneller Kraftwerke sinkt die Abhängigkeit von Energieimporten auch im Wärmesektor weiter ab.
Darüber hinaus hilft der netzdienliche Betrieb von Wärmepumpenheizungen bei der Integration von nicht-disponiblen Erneuerbaren-Energien-Anlagen (Wind- und Solarenergie) in die Verteilnetze und das dezentrale Lastmanagement der WP-Flexibilität kann im Strommarkt Ausgleich schaffen. Mit netzdienlichem Betrieb von Wärmepumpen kann die Netzintegration von fluktuierenden Einspeisern volkswirtschaftlich günstig gestaltet werden, insbesondere beim Ausgleich von Spannungs- und Lastschwankungen, die durch PV-Anlagen in Niederspannungsnetzen verursacht werden.